# Liste der Biografien/Ried
Liste der Biografien |
Portal Biografien |
Personensuche
# |
A |
B |
C |
D |
E |
F |
G |
H |
I |
J |
K |
L |
M |
N |
O |
P |
Q |
R |
S |
T |
U |
V |
W |
X |
Y |
Z |
?
 
Ra |
Rb |
Rd |
Re |
Rh |
Ri |
Rj |
Rk |
Rl |
Rm |
Rn |
Ro |
Rr |
Rs |
Rt |
Ru |
Rv |
Rw |
Rx |
Ry |
Rz
 
Ria |
Rib |
Ric |
Rid |
Rie |
Rif |
Rig |
Rih |
Rii |
Rij |
Rik |
Ril |
Rim |
Rin |
Rio |
Rip |
Riq |
Rir |
Ris |
Rit |
Riu |
Riv |
Riw |
Rix |
Riy |
Riz
 
Rieb |
Riec |
Ried |
Rief |
Rieg |
Rieh |
Riek |
Riel |
Riem |
Rien |
Riep |
Rier |
Ries |
Riet |
Rieu |
Riev |
Riew |
Riex |
Riez
Die Liste der Biografien führt alle Personen auf, die in der deutschsprachigen Wikipedia einen Artikel haben. Dieses ist eine Teilliste mit 481 Einträgen von Personen, deren Namen mit den Buchstaben „Ried“ beginnt.

## Ried
- Ried, Amy (* 1985), US-amerikanische PornodarstellerinAmy Ried (* 1985)

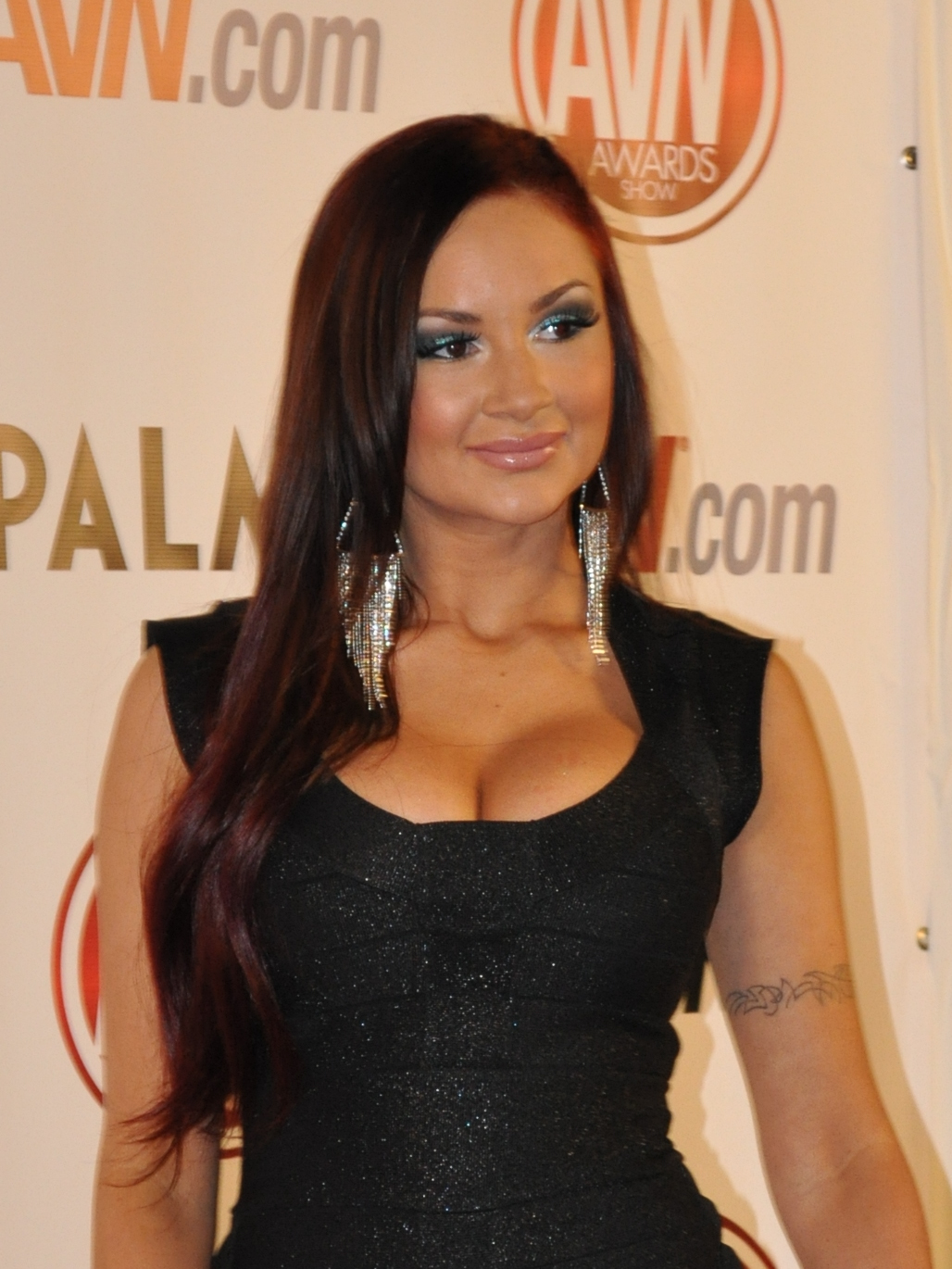
Amy Ried (* 1985)

- Ried, Benedikt († 1534), bayrisch-böhmischer Architekt der Spätgotik und Renaissance
- Ried, Christian (* 1979), deutscher Automobilrennfahrer und Unternehmer
- Ried, Dorothea vom, deutsche Gambistin
- Ried, Elisabeth (1915–2001), deutsche Schauspielerin und Synchronsprecherin
- Ried, Elke (* 1953), deutsche Filmproduzentin
- Ried, Franz Jordan von (1810–1895), deutscher Chirurg und Hochschullehrer
- Ried, Georg (* 1900), deutscher Pädagoge und Fachdidaktiker des Deutschunterrichts
- Ried, Georg (* 1959), deutscher Fernseh- und Hörfunkmoderator, Autor und Dirigent
- Ried, Hans († 1516), Schreiber des Ambraser Heldenbuchs
- Ried, Heinrich (1881–1957), österreichischer Architekt
- Ried, Hermann (1895–1979), deutscher Politiker (NSDAP), MdR
- Ried, Jonas (* 2004), deutscher Autorennfahrer
- Ried, Joseph Heinrich von (1718–1779), k. k. Feldzeugmeister, Ritter des Maria Theresia-Ordens und Inhaber des Infanterie-Regiments No. 48
- Ried, Lukas (* 1995), österreichischer Fußballspieler
- Ried, Marina (1921–1989), deutsch-russische Schauspielerin
- Ried, Thomas (1773–1827), deutscher römisch-katholischer Geistlicher und Historiker
- Ried, Walter (1920–2008), deutscher Chemiker
- Ried, Walter (* 1959), deutscher Ökonom und Hochschullehrer

### Riede
- Riede, Anita (* 1961), deutsche Lyrikerin
- Riede, Bernd, deutscher Musikpädagoge
- Riede, Erich (1903–1986), deutscher Dirigent, Komponist und Generalmusikdirektor
- Riede, Frank (* 1967), deutscher Theater-, Film und Fernseh-Schauspieler und Theater-Regisseur
- Riede, Hella (* 1938), deutsche Tennisspielerin
- Riede, Johannes (1916–1997), deutscher Theologe und Geistlicher und Rektor der PH Schwäbisch Gmünd
- Riede, Klaus (* 1953), deutscher Biologe mit dem Spezialgebiet Entomologie und Tropenökologie
- Riede, Maximilian (* 1996), österreichischer Handballspieler
- Riede, Paula (1923–2012), deutsche Politikerin (CDU), MdB
- Riede, Peter (* 1960), deutscher evangelisch-lutherischer Theologe
- Riede, Wilhelm (1878–1968), deutscher Versicherungsmanager
- Riede, Wilhelm (1891–1969), deutscher Hochschullehrer
- Riede-Hurt, Mathilde (1906–1988), Schweizer Kunststickerin

#### Riedeb
- Riedeberger, Erich (1903–1969), deutscher Turner und Sportfunktionär

#### Riedel
- Riedel und Löwenstern, Friedrich August von (1714–1796), preußischer Landrat
- Riedel, Adolf (1890–1914), deutscher Paläontologe
- Riedel, Adolph Friedrich (1809–1872), deutscher Archivar, Historiker und Politiker
- Riedel, Albert (1911–1984), deutsch-US-amerikanischer Alchemist
- Riedel, Alexander (* 1955), deutscher Richter
- Riedel, Alexander (* 1969), deutscher Filmregisseur, Kameramann und Produzent
- Riedel, Alexander (* 1969), deutscher Entomologe
- Riedel, Alfons (1901–1969), österreichischer Bildhauer
- Riedel, Alfred (1906–1969), deutscher Buchillustrator, Lithograf und Schriftgrafiker
- Riedel, Andreas von (1748–1837), österreichischer Politiker
- Riedel, Anna Lena (* 2000), deutsche Fußballspielerin
- Riedel, Annette, deutsche Moderatorin und leitende Hörfunkjournalistin
- Riedel, Annette (* 1967), deutsche Pflegewissenschaftlerin
- Riedel, Arthur (1888–1953), deutscher Maler und Exlibriskünstler
- Riedel, August (1799–1883), deutscher Maler
- Riedel, Barbara (* 1987), deutsche Autorin
- Riedel, Bastian (* 1984), deutscher Handballspieler
- Riedel, Bernd (* 1938), deutscher Opernsänger (Bariton) und Gesangspädagoge
- Riedel, Bernhard (1846–1916), deutscher Chirurg
- Riedel, Bernhard (1939–2013), deutscher Hammerwurftrainer
- Riedel, Bruce (* 1953), US-amerikanischer CIA-Agent und Regierungsberater
- Riedel, Carl (1827–1888), deutscher Kapellmeister und Komponist
- Riedel, Carl (* 1936), deutscher Radsportler
- Riedel, Christa-Louise (* 1943), deutsche Künstlerin
- Riedel, Christian Gottlieb (1804–1882), deutscher Politiker (DFP), MdR, MdL (Königreich Sachsen)
- Riedel, Christiane (* 1962), deutsche Kunsthistorikerin, Vorstand des Zentrums für Kunst und Medien in Karlsruhe
- Riedel, Claus Josef (1925–2004), österreichischer Unternehmer und Glasdesigner
- Riedel, Clemens (1914–2003), deutscher Politiker (CDU), MdB, MdEP
- Riedel, Clemens (* 2003), deutscher FußballspielerClemens Riedel (* 2003)

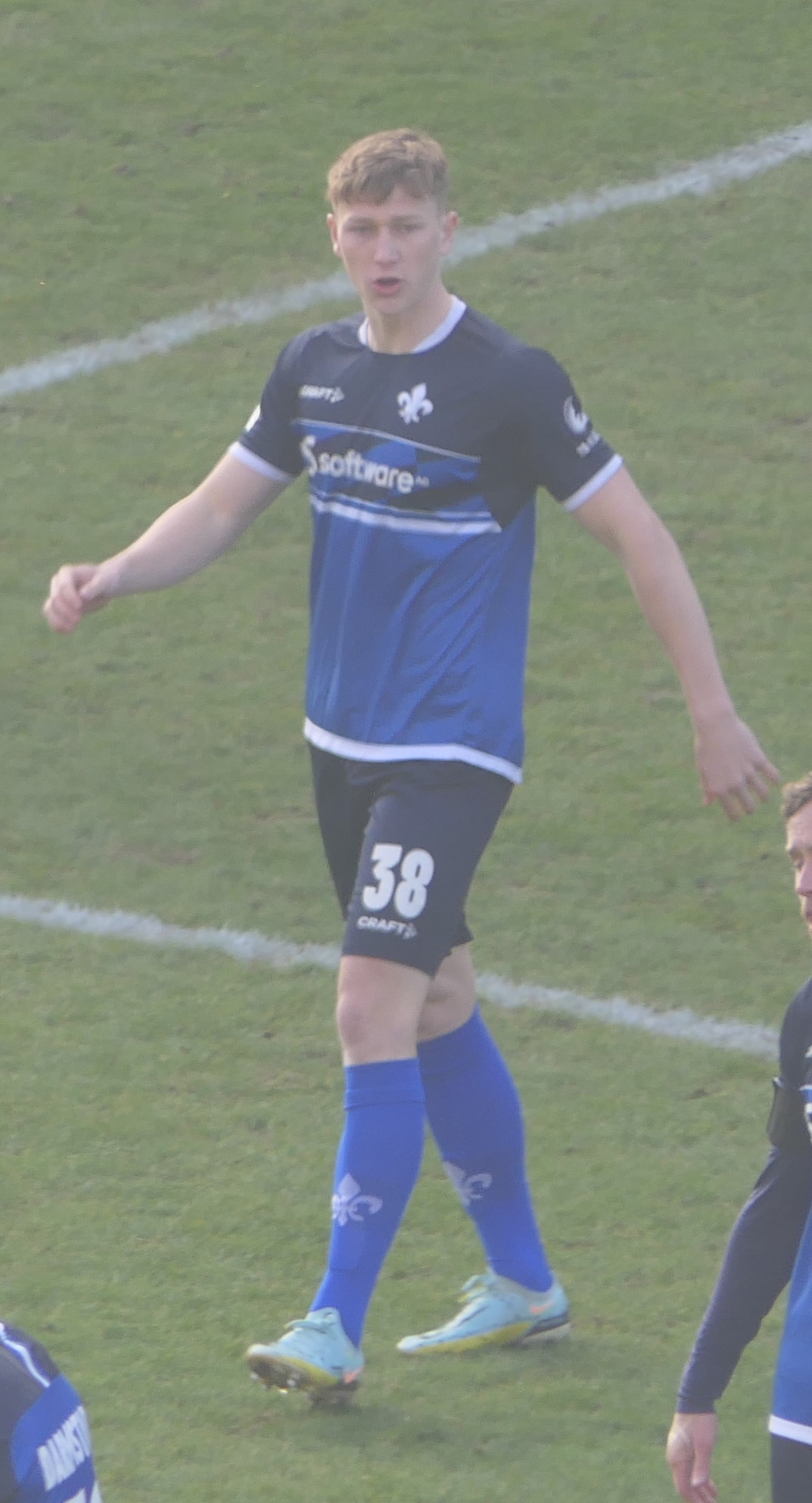
Clemens Riedel (* 2003)

- Riedel, David (* 1981), deutscher Schauspieler
- Riedel, Dieter (* 1947), deutscher Fußballspieler und -trainer
- Riedel, Dirk (* 1971), deutscher Historiker
- Riedel, Dora (1906–1982), chilenische Architektin
- Riedel, Eberhard (* 1932), deutscher Biochemiker, der an der Freien Universität Berlin lehrte (1972–1998)
- Riedel, Eberhard (* 1938), deutscher Skirennläufer und MdV (FDJ)
- Riedel, Eduard von (1813–1885), deutscher Architekt und bayerischer Baubeamter
- Riedel, Eduardo (* 1969), brasilianischer Politiker
- Riedel, Egon (* 1966), deutscher Komponist
- Riedel, Eibe (* 1943), deutscher Jurist, Professor für Öffentliches Recht, Völkerrecht
- Riedel, Emil von (1832–1906), bayerischer Jurist und Politiker
- Riedel, Ernest (1901–1983), US-amerikanischer Kanute
- Riedel, Erwin (* 1930), deutscher Chemiker und Hochschullehrer
- Riedel, Florian (* 1990), deutscher Fußballspieler
- Riedel, Frank (* 1968), deutscher Wirtschaftswissenschaftler
- Riedel, Franz Xaver (1738–1773), österreichischer Jesuit und Autor
- Riedel, Friedrich (1921–2010), deutscher Fußballspieler in der DS-Oberliga
- Riedel, Friedrich Justus (1742–1785), deutscher Autor und Hochschullehrer
- Riedel, Friedrich W. (1929–2020), deutscher Musikwissenschaftler
- Riedel, Fritz (1908–1944), deutscher Widerstandskämpfer
- Riedel, Fritz (* 1928), deutscher Fußballspieler
- Riedel, Georg (1676–1738), deutscher Kantor und Komponist
- Riedel, Georg (1900–1980), deutscher Politiker (CSU, FDP), MdL Bayern
- Riedel, Georg (1934–2024), schwedischer Jazz-Bassist und FilmkomponistGeorg Riedel (1934–2024)

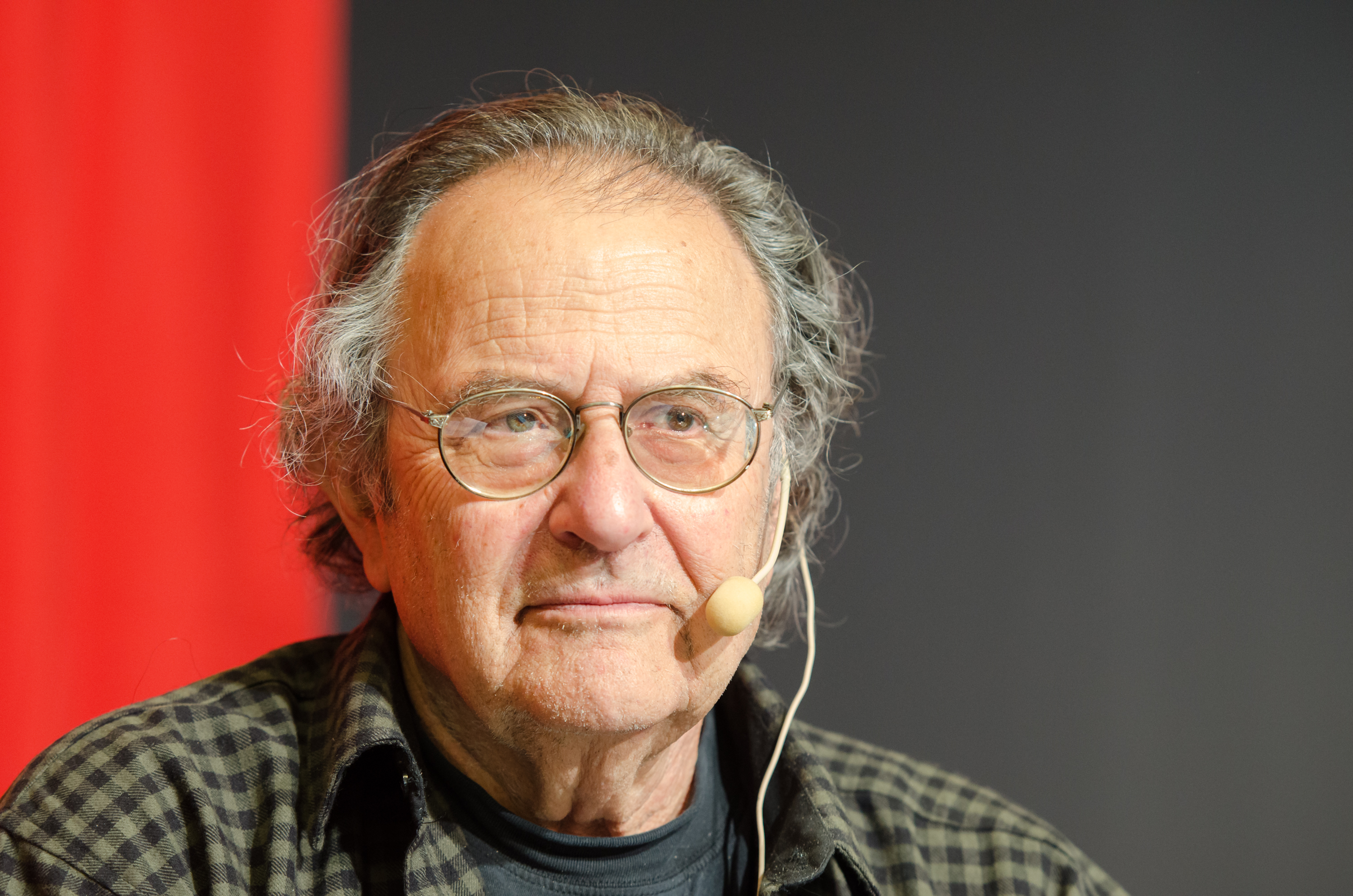
Georg Riedel (1934–2024)

- Riedel, Georg Josef (* 1949), österreichischer Unternehmer und Glashersteller
- Riedel, Gerd-Rainer (* 1942), deutscher Geologe
- Riedel, Gottlieb Friedrich (1724–1784), deutscher Porzellanbildner, -maler, Radierer, Verleger
- Riedel, Günter (* 1909), deutscher Geophysiker
- Riedel, Günther (* 1928), deutscher Wirtschaftswissenschaftler und Hochschullehrer
- Riedel, Gustav (1829–1882), deutscher Bürgermeister, Reichstagsabgeordneter
- Riedel, Hannah (* 2004), deutsche Karateka
- Riedel, Hannelore (* 1937), deutsche Skirennläuferin
- Riedel, Hanns-Joachim (* 1910), deutscher Ingenieur
- Riedel, Hans (* 1929), deutscher Fußballspieler
- Riedel, Hans Erich (1939–2023), deutscher Physikdidaktiker
- Riedel, Hans-Günther (1912–1979), deutscher Verfahrenstechniker und Hochschullehrer
- Riedel, Hans-Karl (1893–1967), deutscher Fabrikant und Kommunalpolitiker
- Riedel, Hansjürgen (1907–1992), deutscher Politiker (CDU), MdL
- Riedel, Hartmut (* 1943), deutscher Sportmediziner und Hochschullehrer
- Riedel, Heinrich (1903–1989), deutscher Theologe, Pfarrer (evangelisch) und Senator (Bayern)
- Riedel, Heinrich August (1748–1810), deutscher Architekt, Maler und Geheimer Oberbaurat
- Riedel, Heinrich Karl (1756–1821), deutscher Architekt, Maler, preußischer Baubeamter und Hochschullehrer
- Riedel, Helga (* 1942), deutsche Schriftstellerin
- Riedel, Hermann (1813–1892), deutscher evangelischer Kantor, Organist und Komponist
- Riedel, Hermann (1847–1913), deutscher Komponist
- Riedel, Hermann (* 1945), deutscher Werkstoffwissenschaftler
- Riedel, Hubert (1948–2018), deutscher Grafiker und PlakatkünstlerHubert Riedel (1948–2018)

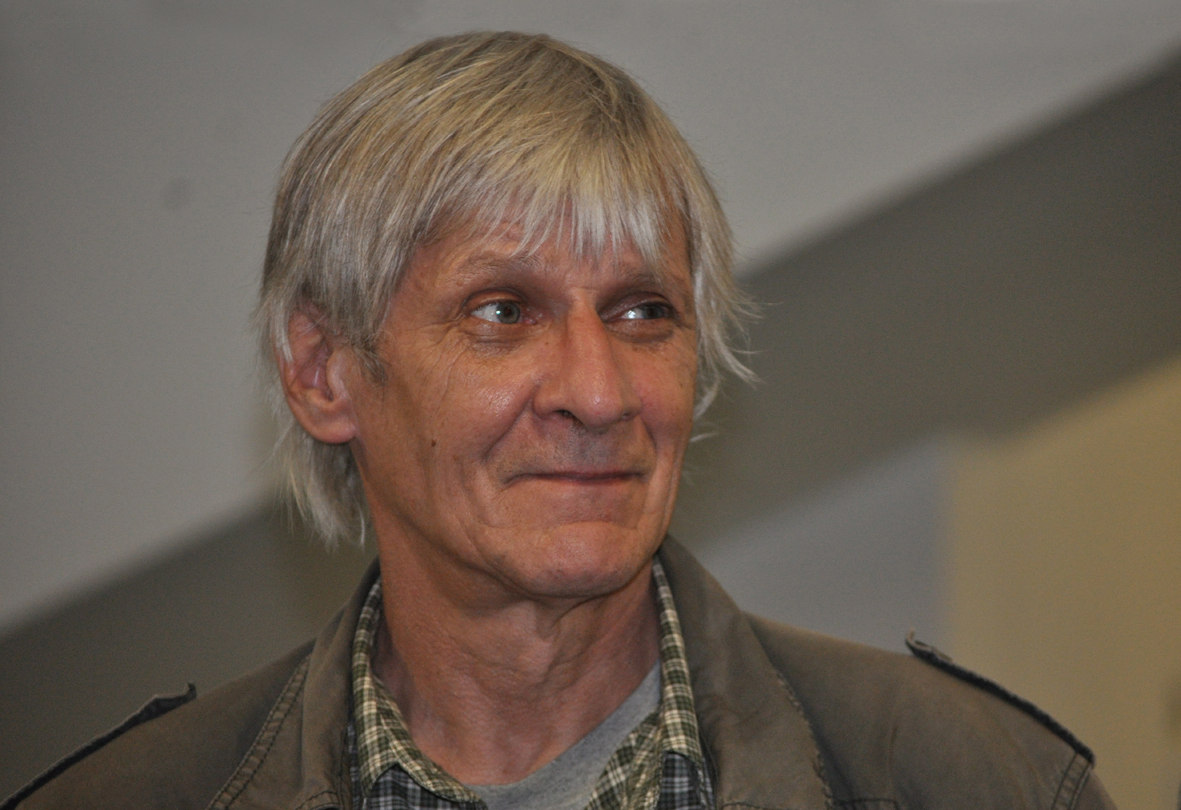
Hubert Riedel (1948–2018)

- Riedel, Ingrid (* 1935), deutsche Analytische Psychologin, Theologin, Germanistin, Religionspsychologin, Autorin und emeritierte Hochschullehrerin
- Riedel, Jacqueline (* 1969), deutsche Volleyballspielerin
- Riedel, Jan (* 1982), deutscher Politiker (CDU)
- Riedel, Joachim (1906–1931), deutscher Sänger und Theaterschauspieler
- Riedel, Johann (1654–1736), Mitglied des Jesuitenordens, Bildhauer
- Riedel, Johann Daniel (1786–1843), deutscher Apotheker und Unternehmer
- Riedel, Johann Gottfried († 1755), deutscher Maler, Restaurator, Galerieinspektor
- Riedel, Johann Gottlieb (1722–1791), deutscher Architekt, Maler und Hofbauinspektor
- Riedel, Johannes, deutscher Skispringer
- Riedel, Johannes (1889–1971), deutscher Berufspädagoge und Hochschullehrer
- Riedel, Johannes (* 1949), deutscher Richter
- Riedel, Josef Anton (1862–1924), böhmischer Chemiker und Unternehmer
- Riedel, Josef Gottfried von (1803–1870), österreichischer Psychiater
- Riedel, Julia (* 1989), deutsche Shorttrackerin
- Riedel, Julian (* 1991), deutscher FußballspielerJulian Riedel (* 1991)

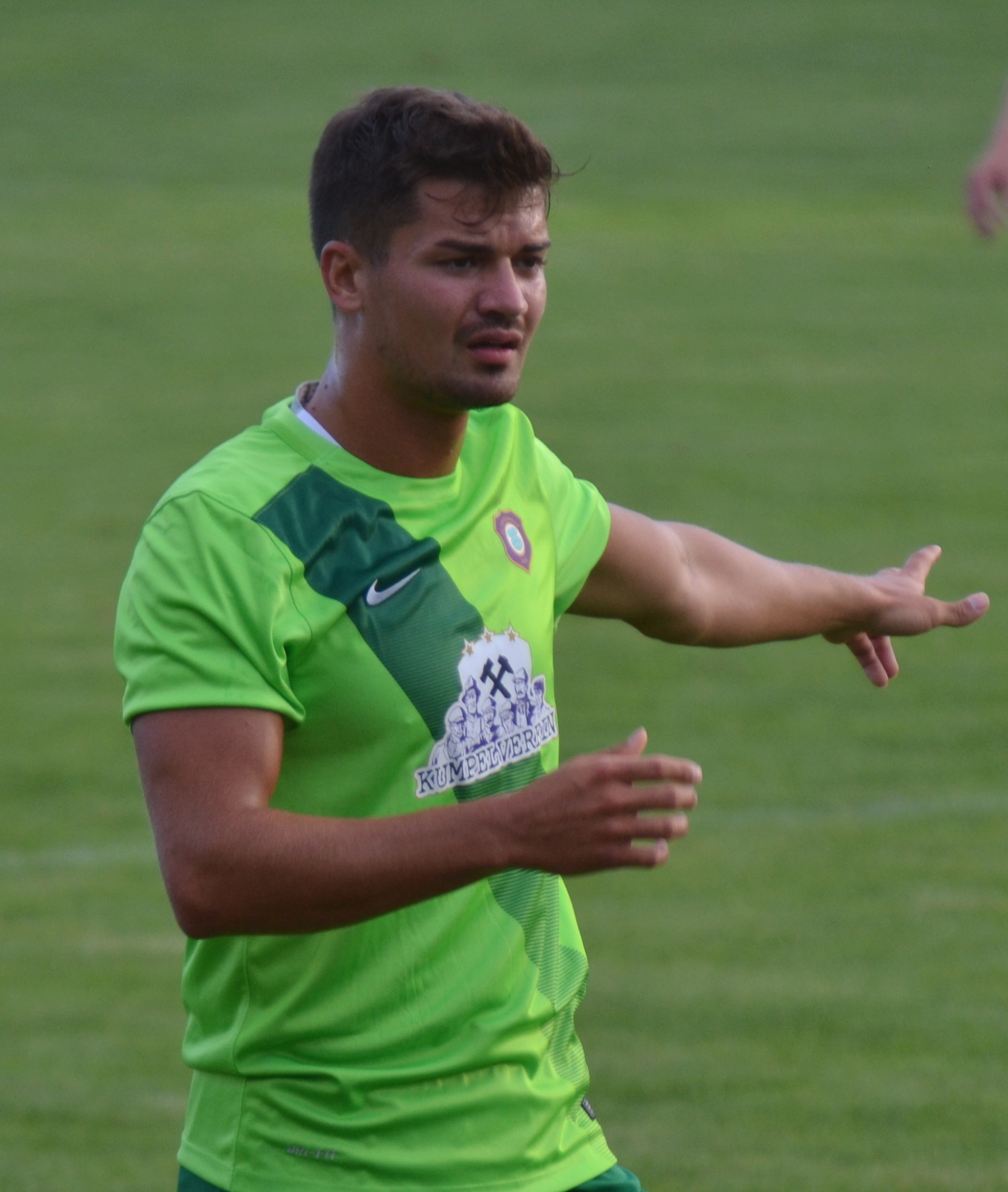
Julian Riedel (* 1991)

- Riedel, Jutta (* 1963), deutsche Autorin und Regisseurin
- Riedel, Karl (1883–1949), deutscher Richter und Politiker (DVP, NSDAP, LDPD)
- Riedel, Karl Christian (1764–1838), deutscher Architekt, Baubeamter und Maler
- Riedel, Karl Julius (1817–1882), königlich preußischer Generalmajor und zuletzt Inspekteur der 4. Ingenieur-Inspektion
- Riedel, Karl Veit (1932–1994), deutscher Volkskundler und Theaterwissenschaftler
- Riedel, Karsten (* 1970), deutscher Sänger, Musiker, Produzent und Komponist
- Riedel, Katharina (* 1968), deutsche Mikrobiologin und Hochschullehrerin
- Riedel, Klaus (1907–1944), deutscher Raketenkonstrukteur und Mitbegründer des weltweit ersten Raketenflugplatzes
- Riedel, Klaus Peter (* 1954), deutscher Diplomat
- Riedel, Konrad (* 1909), deutscher Agrartechniker und Hochschullehrer
- Riedel, Kurt (1890–1948), deutscher Arzt in Ostpreußen
- Riedel, Kurt (* 1903), deutscher Polizeibeamter und SS-Führer
- Riedel, Lars (* 1967), deutscher Diskuswerfer und OlympiasiegerLars Riedel (* 1967)

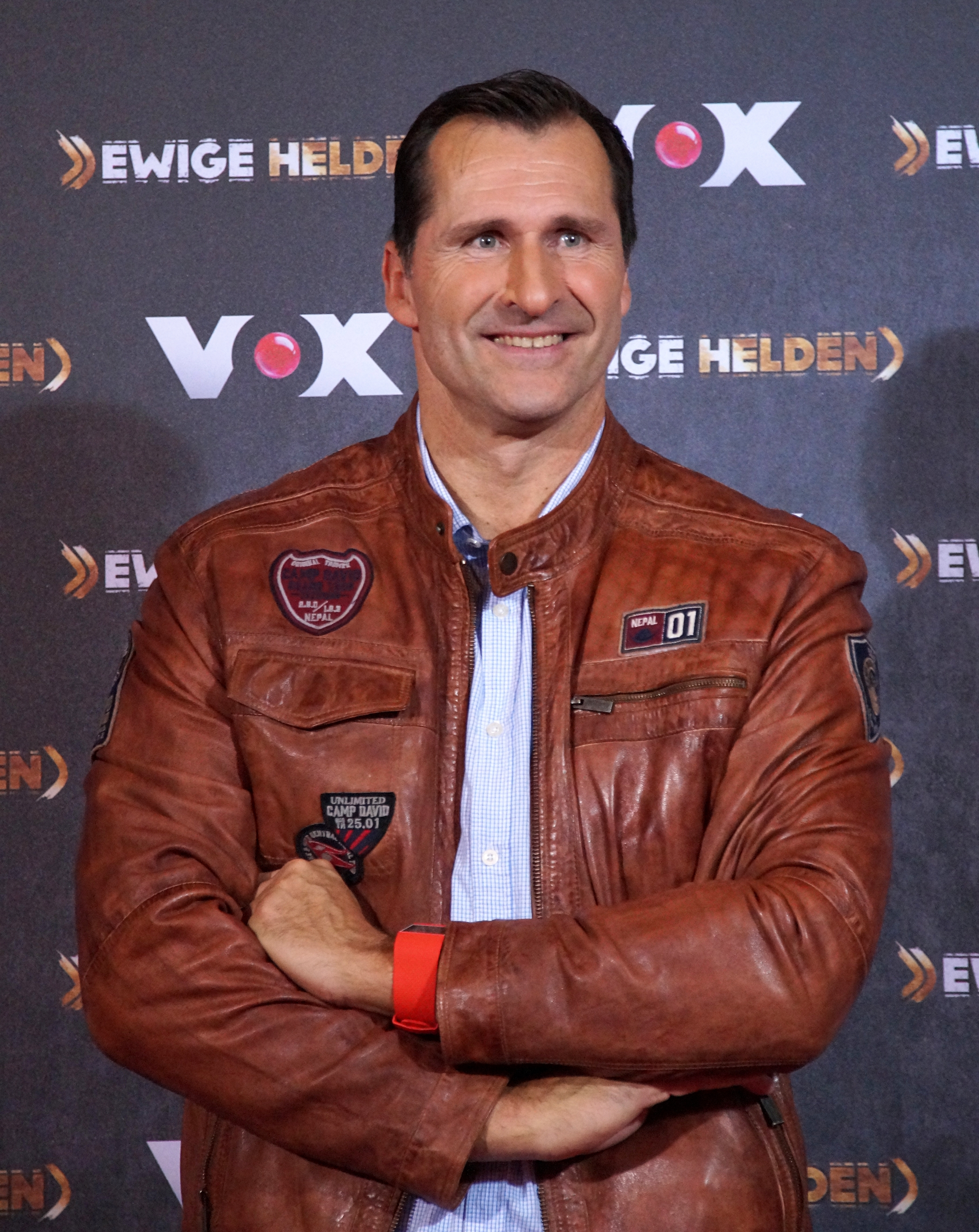
Lars Riedel (* 1967)

- Riedel, Leo (1884–1946), deutscher Konteradmiral der Reichsmarine
- Riedel, Leopold Friedrich Karl August von (1799–1867), preußischer Generalleutnant
- Riedel, Lothar (* 1950), deutscher Geologe und Autor
- Riedel, Louis (1847–1919), deutscher Mundartdichter
- Riedel, Louis (1849–1907), deutscher Marineoffizier, zuletzt Konteradmiral
- Riedel, Lutz (* 1947), deutscher Schauspieler und Synchronsprecher
- Riedel, Manfred (1936–2009), deutscher Philosoph, Autor und Hochschullehrer
- Riedel, Max (1903–1990), deutscher kommunistischer Widerstandskämpfer
- Riedel, Michael (* 1972), deutscher Konzeptkünstler
- Riedel, Neithardt (* 1952), deutscher Schauspieler und Drehbuchautor
- Riedel, Nicolai (* 1952), deutscher Literaturwissenschaftler und Bibliograf
- Riedel, Norbert (1912–1963), deutscher Ingenieur und Unternehmer
- Riedel, Norbert (* 1960), deutscher Jurist und Diplomat
- Riedel, Oliver (* 1971), deutscher Musiker und Bassist der deutschen Band RammsteinOliver Riedel (* 1971)

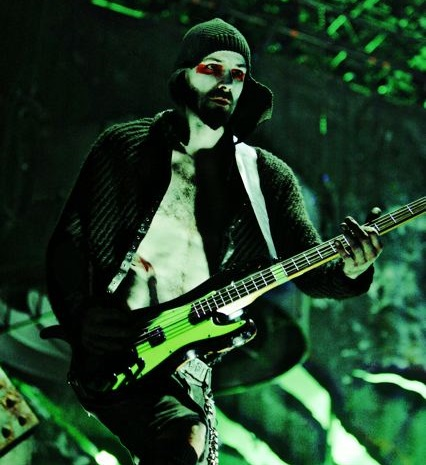
Oliver Riedel (* 1971)

- Riedel, Oswald (1887–1969), deutscher Journalist und Politiker (DDP, DStP), MdL
- Riedel, Otto (1906–1991), österreichischer Maler und Zeichner
- Riedel, Otto (1908–1983), deutscher Theologe und Schriftsteller
- Riedel, Peter (1880–1938), russlanddeutscher römisch-katholischer Geistlicher und Märtyrer
- Riedel, Petra (* 1964), deutsche Schwimmerin
- Riedel, Pia (* 1990), deutsche Volleyball- und Beachvolleyballspielerin
- Riedel, Rafał (* 1975), polnischer Politikwissenschaftler und Professor
- Riedel, Reinhard (* 1951), deutscher Fußballspieler
- Riedel, Richard (1887–1965), deutscher Gärtner, Botaniker und Gartenarchitekt
- Riedel, Richard (1895–1979), deutscher Journalist, Drehbuchautor und Filmproduktionsleiter
- Riedel, Richard H. (1904–1960), deutscher Filmarchitekt
- Riedel, Sabine (* 1983), deutsche Schriftstellerin
- Riedel, Sarah (* 1979), deutsche Synchronsprecherin und Schauspielerin
- Riedel, Sarah (* 1982), schwedische Pop- und Jazzsängerin und Songwriterin
- Riedel, Serap (* 1960), türkisch-deutsche MalerinSerap Riedel (* 1960)

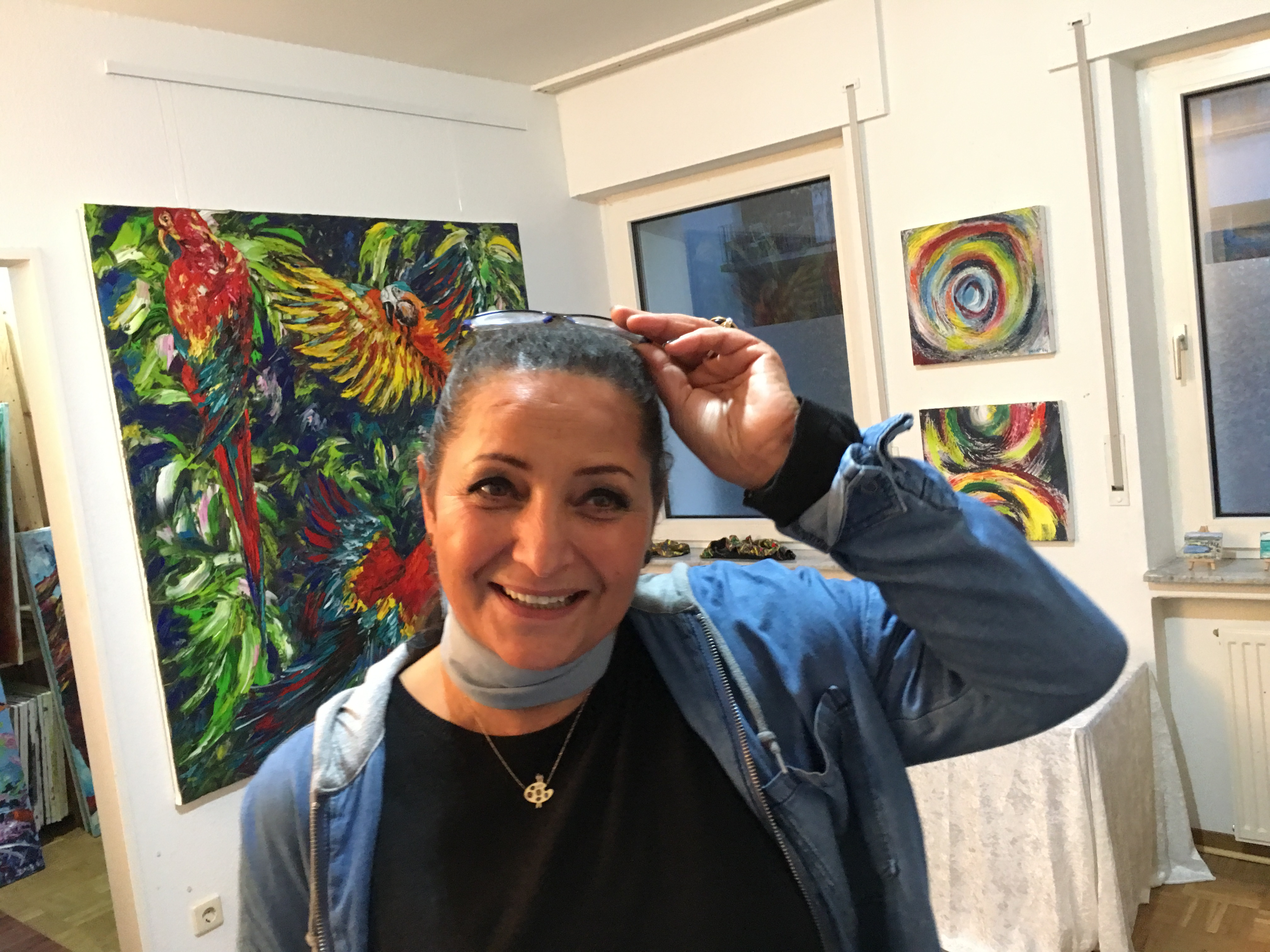
Serap Riedel (* 1960)

- Riedel, Sigfrid (1918–2018), deutscher General; stellvertretender Minister für Nationale Verteidigung der DDR; Chef des Hauptstabes der NVA
- Riedel, Susanne (* 1959), deutsche Schriftstellerin
- Riedel, Susanne M. (* 1971), deutsche Autorin, Komikerin und Vorleserin
- Riedel, Theodor (1881–1916), deutscher Korvettenkapitän der Kaiserlichen Marine
- Riedel, Theodor (1889–1939), deutscher Konteradmiral der Kriegsmarine
- Riedel, Thomas (* 1970), deutscher Fernsehjournalist
- Riedel, Ulrike (* 1948), deutsche Politikerin (Die Grünen), MdL
- Riedel, Uwe (* 1963), deutscher Physiker
- Riedel, Valentin (1802–1857), Bischof von Regensburg (1842–1857)
- Riedel, Volker (* 1943), deutscher Altphilologe
- Riedel, Waldemar von (1879–1945), deutscher Staatsbeamter
- Riedel, Walter (1897–1949), deutscher Kommunalpolitiker (NSDAP)
- Riedel, Walter (1902–1965), deutscher Chemieingenieur und Hochschullehrer
- Riedel, Walter H. J. (1902–1968), deutscher Raumfahrtpionier
- Riedel, Wilhelm (1829–1916), deutscher Tuchfabrikant und Wohltäter
- Riedel, Wilhelm (1832–1876), böhmischer Maler
- Riedel, Wilhelm (1933–2018), deutscher Schriftsteller und Lyriker
- Riedel, Willi (1909–1982), deutscher Offizier
- Riedel, Wolfgang, deutscher Physiker
- Riedel, Wolfgang (1929–2007), deutscher Fußballschiedsrichter
- Riedel, Wolfgang (* 1942), deutscher Geograph und Hochschullehrer
- Riedel, Wolfgang (* 1952), deutscher Literaturwissenschaftler und Hochschullehrer
- Riedel-Ahrens, Bertha (* 1850), deutsche Schriftstellerin
- Riedel-Heller, Steffi Gerlinde (* 1964), deutsche Wissenschaftlerin, Fachärztin für Psychiatrie und Psychotherapie
- Riedel-Kühn, Iris (* 1954), deutsche Tennisspielerin
- Riedel-Pfäfflin, Ursula (* 1943), deutsche evangelische Theologin, Pastoralpsychologin und Hochschullehrerin
- Riedel-Spangenberger, Ilona (1948–2007), deutsche Theologin und Professorin für Kirchenrecht
- Riedel-Weber, Marianne (1937–2012), deutsche Theaterschauspielerin
- Riedelbauch, Ernst (1922–1997), deutscher Motorradrennfahrer
- Riedelsheimer, Thomas (* 1963), deutscher Filmregisseur, Kameramann und Filmeditor

#### Riedem
- Riedemann, Klaus (1935–2017), deutscher Politiker (SPD), Abgeordneter der Hamburgischen Bürgerschaft
- Riedemann, Laura (* 1998), deutsche Schwimmerin
- Riedemann, Wilhelm Anton (1832–1920), deutscher Kaufmann, Unternehmer und Pionier der TankschifffahrtWilhelm Anton Riedemann (1832–1920)

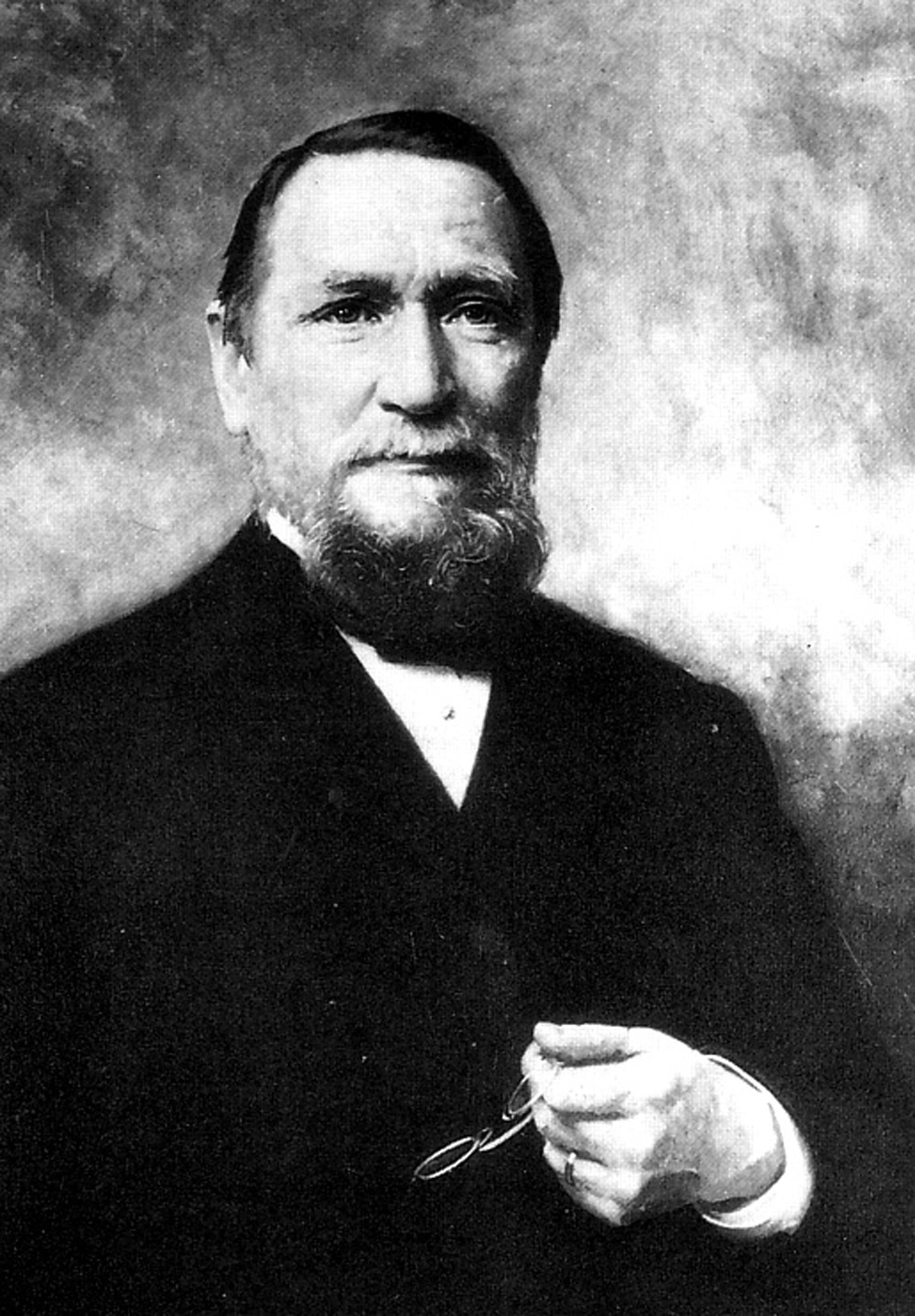
Wilhelm Anton Riedemann (1832–1920)

#### Rieden
- Riedenauer, Markus (* 1966), deutscher Philosoph
- Riedenauer, Robert (1936–2007), amerikanischer Testpilot
- Riedener, Nina (* 2000), liechtensteinische Skilangläuferin
- Riedener, Urs (* 1965), Schweizer Manager

#### Rieder
- Rieder, Alexander (* 1961), österreichischer Politiker (FPÖ), Landtagsabgeordneter
- Rieder, Ambros (1771–1855), österreichischer Lehrer, Komponist und Organist
- Rieder, Andreas (1792–1869), österreichischer Ledermeister und Politiker, Landtagsabgeordneter
- Rieder, Anita (* 1962), österreichische Sozialmedizinerin
- Rieder, Anna (* 1943), österreichische Politikerin (SPÖ), Landtagsabgeordneter
- Rieder, Anna-Maria (* 2000), deutsche Para-Ski-Sportlerin
- Rieder, Arnold (* 1976), italienischer Skirennläufer
- Rieder, Beat (* 1963), Schweizer Politiker (CVP)Beat Rieder (* 1963)

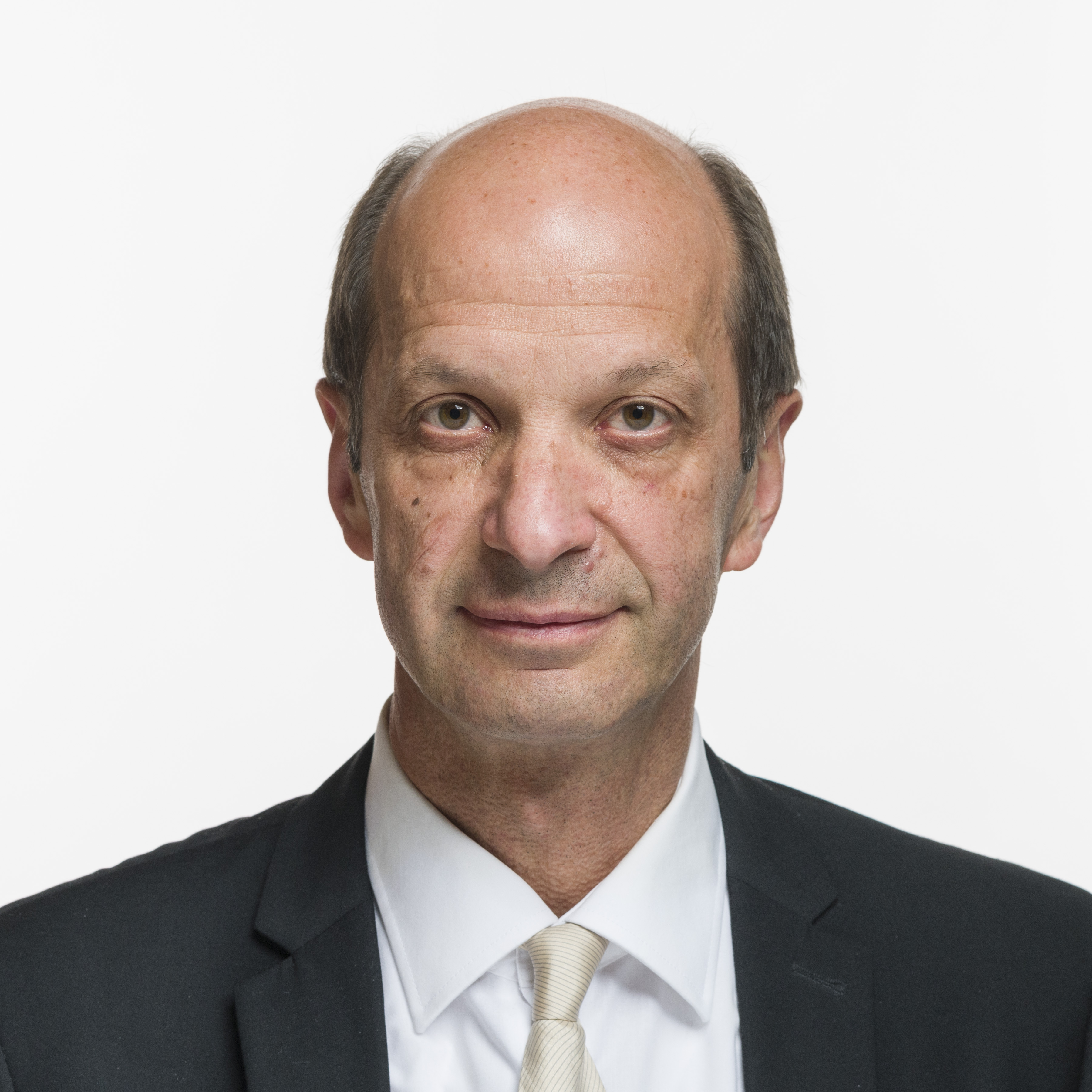
Beat Rieder (* 1963)

- Rieder, Bernhard (* 1953), deutscher Staatssekretär (Thüringen)
- Rieder, Bernie (* 1975), österreichischer Koch
- Rieder, Carl (1898–1980), österreichischer Künstler
- Rieder, Celine (* 2001), deutsche Schwimmerin
- Rieder, Christina (* 1993), österreichische Biathletin
- Rieder, Fabian (* 2002), Schweizer Fußballspieler
- Rieder, Ferdinand (* 1947), österreichischer Comic-, Kabarett-, Radio- und TV-Autor
- Rieder, Florian (* 1996), österreichischer Fußballspieler
- Rieder, Franz Seraph (1806–1873), österreichischer Geistlicher, Theologe und Kirchenrechtler
- Rieder, Georg II († 1564), deutscher Maler und Kartograf
- Rieder, Georg III († 1575), deutscher Maler und Kartograf
- Rieder, Hans (1940–2013), österreichischer Politiker (ÖVP), Abgeordneter zum Nationalrat
- Rieder, Harald (* 1983), österreichischer Meteorologe und Klimatologe
- Rieder, Helge Klaus (* 1957), deutscher Wirtschaftsinformatiker
- Rieder, Helmut (* 1950), deutscher Mathematiker und Hochschullehrer
- Rieder, Hermann (1858–1932), deutscher Radiologe
- Rieder, Hermann (1928–2009), deutscher Speerwerfer, Trainer und Sportwissenschaftler
- Rieder, Ignatius (1858–1934), österreichischer katholischer Theologe, Erzbischof von Salzburg
- Rieder, Ines (1954–2015), österreichische Politikwissenschaftlerin, Journalistin, Autorin und Übersetzerin
- Rieder, Ivan (* 1976), schweizerischer Nordischer Kombinierer
- Rieder, Jacob (1778–1849), deutscher Bürgermeister, Landtagsabgeordneter Waldeck
- Rieder, Jochen (* 1970), deutscher Dirigent
- Rieder, Johann (1633–1715), erste Hof- und Leibschiffmeister des Kurfürstentums Bayern
- Rieder, Johann Baptist (1815–1902), Freiburger Bürgermeister
- Rieder, Johannes (1893–1956), deutscher Landrat
- Rieder, Josef (1804–1866), deutscher Apotheker und bayerischer Kommunalpolitiker
- Rieder, Josef (1893–1916), deutscher Radrennfahrer
- Rieder, Josef (1932–2019), österreichischer Skirennläufer
- Rieder, Joseph (1797–1848), deutscher Verwaltungsbeamter
- Rieder, Karl Joseph (1876–1931), deutscher Pfarrer und Kirchenhistoriker
- Rieder, Karl-Heinz (1942–2017), österreichischer Physiker
- Rieder, Konstantin (1868–1942), österreichischer Kaufmann und Politiker
- Rieder, Leopold (1807–1881), deutscher Verwaltungsbeamter
- Rieder, Manuel (* 1999), Schweizer Unihockeyspieler
- Rieder, Marcel (1862–1942), französischer Maler
- Rieder, Maria Elisabeth (* 1965), italienische Politikerin (Südtirol)
- Rieder, Maurice († 1979), Schweizer Ruderer
- Rieder, Max (1909–2000), österreichischer Bildhauer, Plastiker und Grafiker
- Rieder, Max (* 1957), österreichischer Architekt, Urbanist und Ingenieurkonsulent für Kulturtechnik und Wasserbau, sowie ausgebildeter Mediator
- Rieder, Norbert (* 1942), deutscher Zoologe und Politiker (CDU), MdB
- Rieder, Otto (1850–1919), Reichsarchivrat und Historiker
- Rieder, Philipp Wilhelm von, anhaltischer Hofbeamter
- Rieder, Rahel (* 2000), Schweizer Unihockeyspielerin
- Rieder, Robert (1861–1913), deutscher Chirurg und Reformer der türkischen Medizinerausbildung
- Rieder, Rudolf (* 1940), österreichischer Physiker
- Rieder, Sepp (* 1939), österreichischer Politiker (SPÖ), Landtagsabgeordneter, Abgeordneter zum Nationalrat
- Rieder, Tim (* 1993), deutscher Fußballspieler
- Rieder, Tobias (* 1993), deutscher Eishockeyspieler
- Rieder, Ulrike (* 1949), deutsche Fachbuchautorin, Voltigierrichterin, Voltigierausbilderin
- Rieder, Werner (1919–2006), österreichischer Elektrophysiker
- Rieder, Wilhelm (1893–1984), deutscher Chirurg und Hochschullehrer
- Rieder, Wilhelm August (1796–1880), österreichischer Maler, Zeichner und Lithograf
- Riederer von Paar, Max (1897–1964), deutscher Jurist, Gutsbesitzer und Politiker (CSU), MdL, MdB
- Riederer, Anton (1929–2004), deutscher Politiker (SPD), MdL
- Riederer, Axel (* 1944), deutscher Ingenieur und Politiker (SPD), MdA
- Riederer, Friedrich, deutscher Buchdrucker
- Riederer, Gert (1911–2018), deutsch-amerikanische Theaterschauspielerin
- Riederer, Hartmut (1942–2025), deutscher Maler, Schriftsteller und Schauspieler
- Riederer, Jastina Doreen (* 1998), schweizerische SchönheitsköniginJastina Doreen Riederer (* 1998)

Jastina Doreen Riederer (* 1998)

- Riederer, Jens (* 1963), deutscher Germanist und Archivar
- Riederer, Johann (1910–1979), bayerischer Regierungsbeamter, zuletzt Regierungspräsident von Niederbayern
- Riederer, Johann (* 1957), deutscher Sportschütze
- Riederer, Johann Friedrich (1678–1734), deutscher Dichter
- Riederer, Josef (1939–2017), deutscher Archäometer und Archäometallurg
- Riederer, Manfred (* 1946), deutsch-österreichischer Künstler
- Riederer, Marie (* 1988), deutsche Boxerin
- Riederer, Markus (* 1956), deutscher Botaniker
- Riederer, Mercedes (* 1952), deutsche Journalistin
- Riederer, Philipp (* 1991), österreichischer Fußballspieler und Trainer
- Riederer, Sixt, Rat und Amtmann Herzog Ludwigs VII. von Bayern-Ingolstadt
- Riederer, Stefan (* 1985), deutscher Fußballspieler
- Riederer, Sven (* 1981), Schweizer Triathlet
- Riederer, Ulrich († 1462), Kanzler von Kaiser Friedrich III.
- Riederle, Philipp (* 1994), deutscher Podcaster, Referent und Moderator

#### Riedes
- Riedesel zu Camberg, Philipp († 1598), Großprior des deutschen Johanniterordens
- Riedesel zu Eisenbach, Albrecht (1856–1916), preußischer Offizier und Mitglied der Landstände des Großherzogtums Hessen
- Riedesel zu Eisenbach, Albrecht (1882–1955), deutscher Offizier und bildender Künstler
- Riedesel zu Eisenbach, August (1779–1843), Landtagspräsident, 28. Hessischer Erbmarschall
- Riedesel zu Eisenbach, Carl Georg (1746–1819), Landtagspräsident, 26. Hessischer Erbmarschall
- Riedesel zu Eisenbach, Carl Ludwig Johann Hermann (1782–1842), Landtagsabgeordneter Großherzogtum Hessen

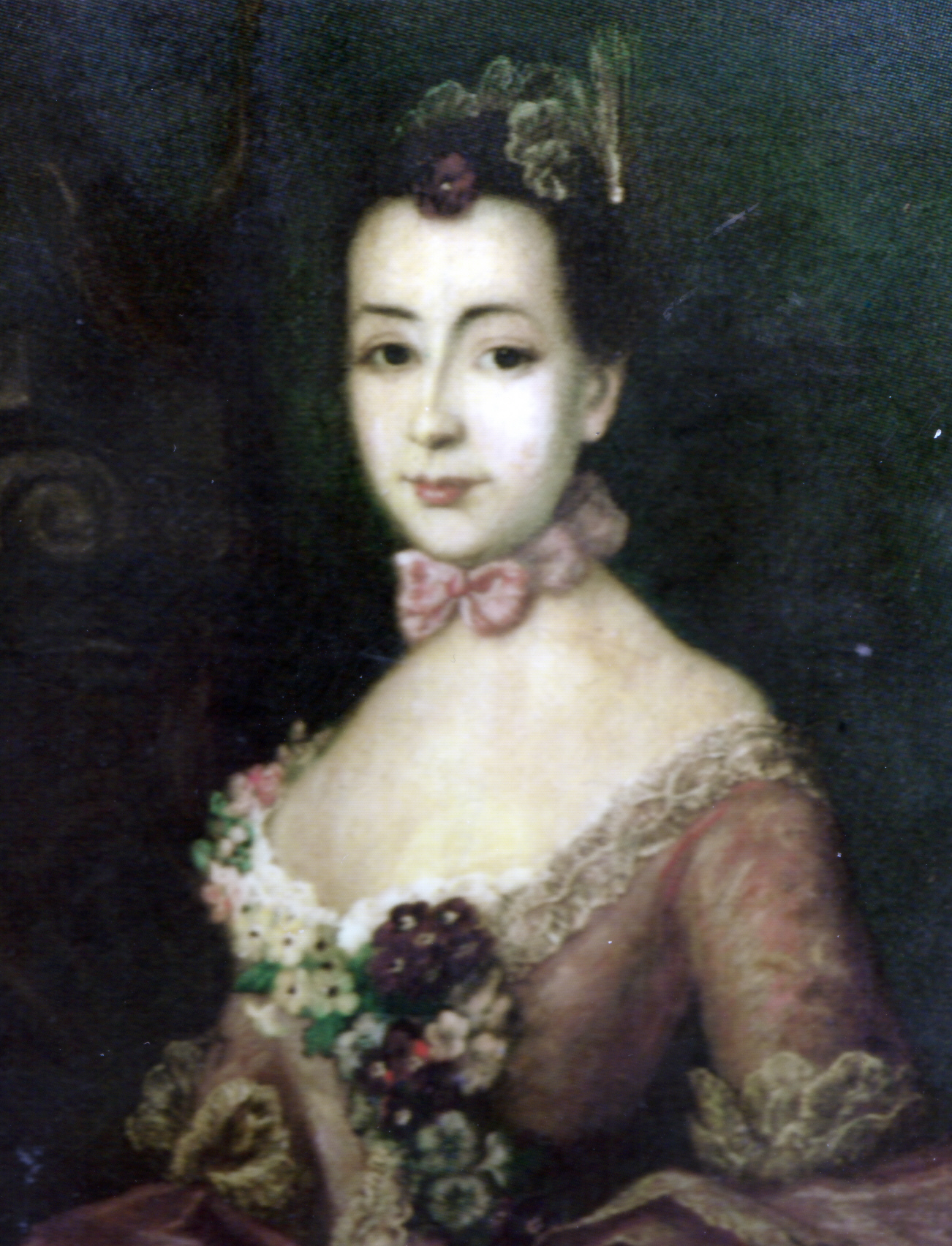
Friederike Riedesel zu Eisenbach (1746–1808)

- Riedesel zu Eisenbach, Friederike (1746–1808), Ehefrau des Generals Friedrich Adolf RiedeselFriederike Riedesel zu Eisenbach (1746–1808)
- Riedesel zu Eisenbach, Friedrich Franz August (1782–1853), Landtagsabgeordneter, 29. Hessischer Erbmarschall
- Riedesel zu Eisenbach, Friedrich Georg (1703–1775), Offizier, 23. Hessischer Erbmarschall
- Riedesel zu Eisenbach, Georg (1588–1640), 12. Hessischer Erbmarschall
- Riedesel zu Eisenbach, Georg (1657–1724), 18. Hessischer Erbmarschall
- Riedesel zu Eisenbach, Georg (1785–1854), deutscher Gutsbesitzer und Abgeordneter
- Riedesel zu Eisenbach, Georg (1812–1881), Landtagsabgeordneter Großherzogtum Hessen
- Riedesel zu Eisenbach, Georg (1845–1897), Landtagsabgeordneter, 33. Hessischer Erbmarschall
- Riedesel zu Eisenbach, Georg (1876–1934), deutscher Verwaltungsjurist und Landrat
- Riedesel zu Eisenbach, Georg Ludwig (1725–1800), Offizier, 24. Hessischer Erbmarschall
- Riedesel zu Eisenbach, Giesebert (1813–1885), Landtagsabgeordneter Großherzogtum Hessen
- Riedesel zu Eisenbach, Götz (1882–1914), deutscher Offizier der preußischen Armee und Beamter im Auswärtigen Dienst
- Riedesel zu Eisenbach, Hermann (1682–1745), Minister, 21. Hessischer Erbmarschall, Burggraf von Friedberg, Kurator der Universität Gießen
- Riedesel zu Eisenbach, Hermann (1682–1751), General, 22. Hessischer Erbmarschall
- Riedesel zu Eisenbach, Hermann IV. (1463–1529), hessischer Erbmarschall, Statthalter an der Lahn
- Riedesel zu Eisenbach, Johann Conrad (1742–1812), Offizier, 25. Hessischer Erbmarschall
- Riedesel zu Eisenbach, Johann Hermann (1740–1785), preußischer Diplomat und Antikenreisender
- Riedesel zu Eisenbach, Johann Volprecht (1696–1757), preußischer Generalleutnant, Chef des Infanterieregiments Nr. 41
- Riedesel zu Eisenbach, Johann Wilhelm (1705–1782), sächsisch-eisenachischer Hofgerichtsrat, Reichskammergerichtsassessor und Herzoglich braunschweigisch-lüneburgischer Geheimrat im Hochstift Osnabrück
- Riedesel zu Eisenbach, Jost Volprecht (1663–1733), Offizier, 19. Hessischer Erbmarschall
- Riedesel zu Eisenbach, Ludwig (1806–1858), Landtagsabgeordneter, 34. Hessischer Erbmarschall
- Riedesel zu Eisenbach, Ludwig (1846–1924), deutscher Standesherr und Erbmarschall in Hessen
- Riedesel zu Eisenbach, Moritz (1849–1923), Landtagsabgeordneter Großherzogtum Hessen
- Riedesel zu Eisenbach, Volpert Christian (1710–1798), kursächsischer General der Infanterie und zuletzt Gouverneur der Haupt- und Residenzstadt Dresden
- Riedesel zu Eisenbach, Volprecht (1500–1563), hessischer Erbmarschall, Oberamtmann der Niedergrafschaft Katzenelnbogen
- Riedesel zu Eisenbach, Volprecht (1578–1632), hessischer Erbmarschall
- Riedesel zu Eisenbach, Volprecht (1628–1698), hessischer Erbmarschall
- Riedesel zu Eisenbach, Volprecht (1852–1939), deutscher Standesherr und Erbmarschall in Hessen
- Riedesel zu Eisenbach, Wilhelm (1850–1918), deutscher Rittergutsbesitzer, Verwaltungs- und Hofbeamter
- Riedesel, Friedrich Adolf (1738–1800), hessischer General im Amerikanischen UnabhängigkeitskriegFriedrich Adolf Riedesel (1738–1800)

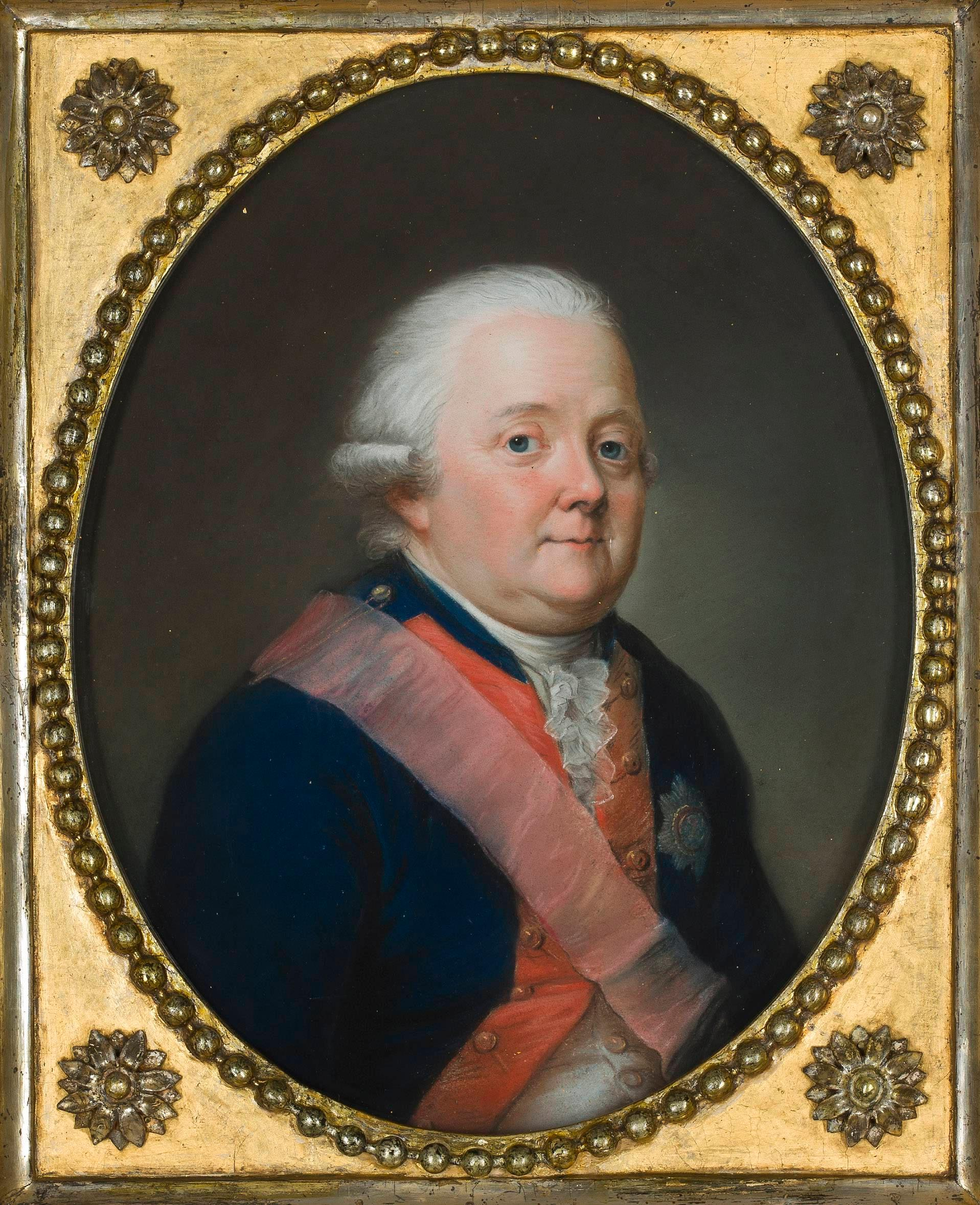
Friedrich Adolf Riedesel (1738–1800)

- Riedesel, Kurt (1603–1665), hessischer Erbmarschall
- Riedesel, Mannus (1662–1726), deutscher Zimmermeister
- Riedesel, Valerie (* 1964), deutsche Journalistin und Autorin
- Riedesser, Patrick (* 1975), österreichischer Radrennfahrer
- Riedesser, Peter (1945–2008), deutscher Kinder- und Jugendpsychiater

#### Riedew
- Riedewald, Jaïro (* 1996), niederländischer Fußballspieler
- Riedeweg, Thomas († 1737), Kurfürstlich Hannoverscher Stück- und Glockengießer

### Riedh
- Riedhammer, Arnold F. (* 1947), deutsch-amerikanischer Musiker, Komponist und Arrangeur
- Riedheim, Johann von († 1507), Fürstabt im Fürststift Kempten
- Riedhof, Kilian (* 1971), deutscher Filmregisseur und Drehbuchautor

### Riedi
- Riedi, João Ricardo (* 1988), brasilianischer Fußballtorwart
- Riedi, Leandro (* 2002), Schweizer TennisspielerLeandro Riedi (* 2002)

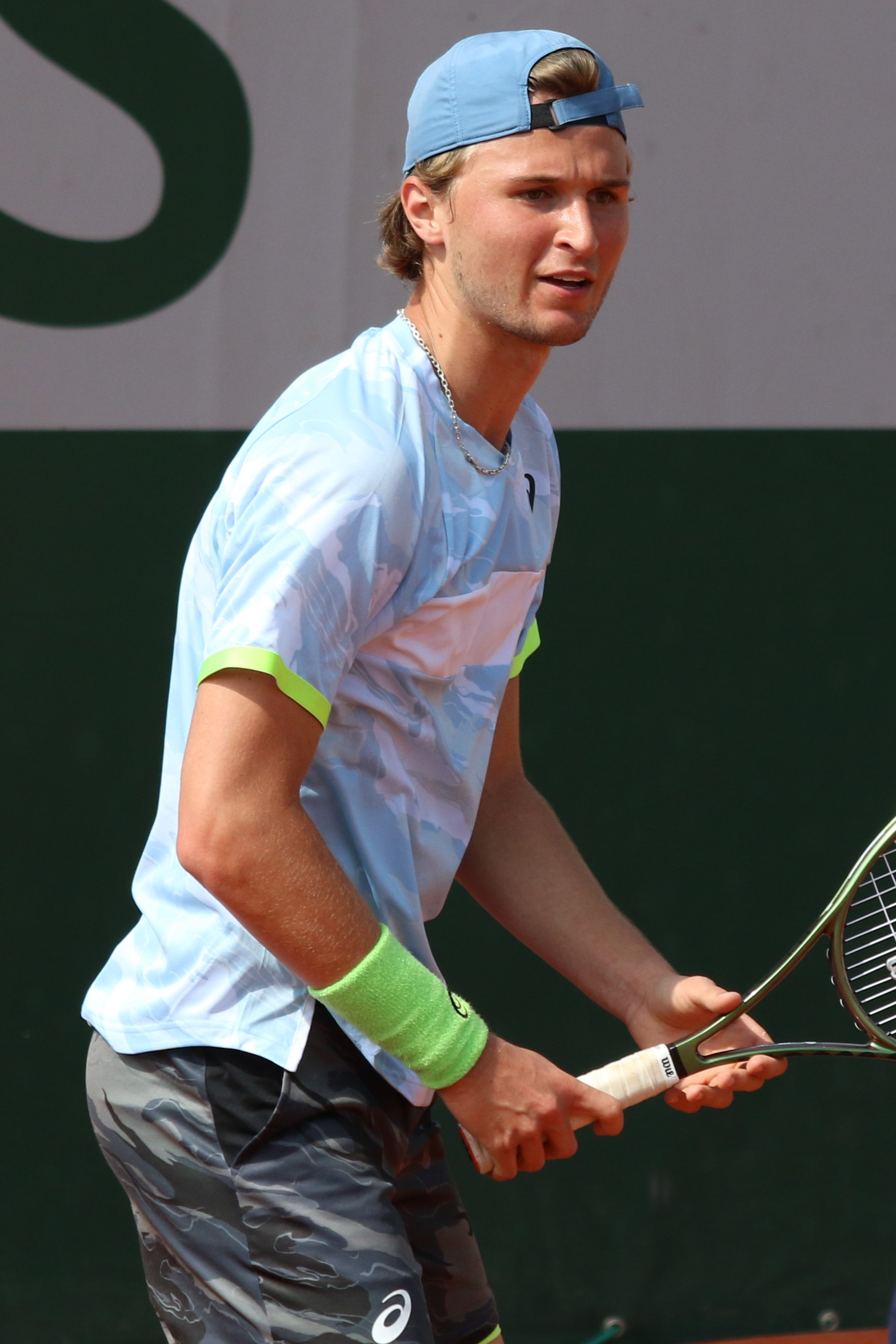
Leandro Riedi (* 2002)

- Riedi, Paolo (* 1992), Schweizer Unihockeyspieler
- Riediger, Bartholomäus (1660–1738), deutscher Kaufmann
- Riediger, Ernst (1901–1966), deutscher Lehrer, Schulleiter und Politiker (GB/BHE, GDP), Vizepräsident des Bayerischen Landtags
- Riediger, Hans-Georg, deutscher Bauingenieur
- Riediger, Hans-Jürgen (* 1955), deutscher Fußballspieler
- Riediger, Hermann (1898–1988), preußischer Landrat
- Riediger, Johann Adam (1680–1756), Feldingenieur, Mathematiker, Geodät, Ingenieurhauptmann und Kartograph
- Riediger, Karin (* 1961), deutsche Eiskunstläuferin
- Riediger, Peter (* 1950), deutscher Fußballspieler
- Rieding, Oskar (1846–1916), deutscher Violinist, Musikpädagoge und Komponist
- Riedinger, Agathe, französische Filmregisseurin und Drehbuchautorin
- Riedinger, August (1845–1919), deutscher Unternehmer
- Riedinger, Ferdinand (1844–1918), deutscher Chirurg und Hochschullehrer
- Riedinger, Jakob (1861–1917), Orthopäde und Professor für orthopädische Chirurgie an der Universität Würzburg
- Riedinger, Lothar (* 1954), deutscher Politiker (CDU)
- Riedinger, Ludwig August (1809–1879), deutscher Unternehmer
- Riedinger, Markus (* 1967), deutscher Kabarettist
- Riedinger, Rudolf (1924–1998), deutscher Patristiker

### Riedl
- Riedl, Adalbert (1898–1978), österreichischer Politiker (CSP, VF), Mitglied des Bundesrates
- Riedl, Adolf (1921–2003), deutscher Unternehmer
- Riedl, Adrian von (1746–1809), deutscher Topograf und Kartograf
- Riedl, Alfons (1937–2008), deutscher Geistlicher, Moraltheologe und Rektor
- Riedl, Alfred (1949–2020), österreichischer Fußballspieler und -trainer
- Riedl, Alfred (* 1952), österreichischer Wirtschaftstreuhänder und Politiker (ÖVP), LandtagsabgeordneterAlfred Riedl (* 1952)

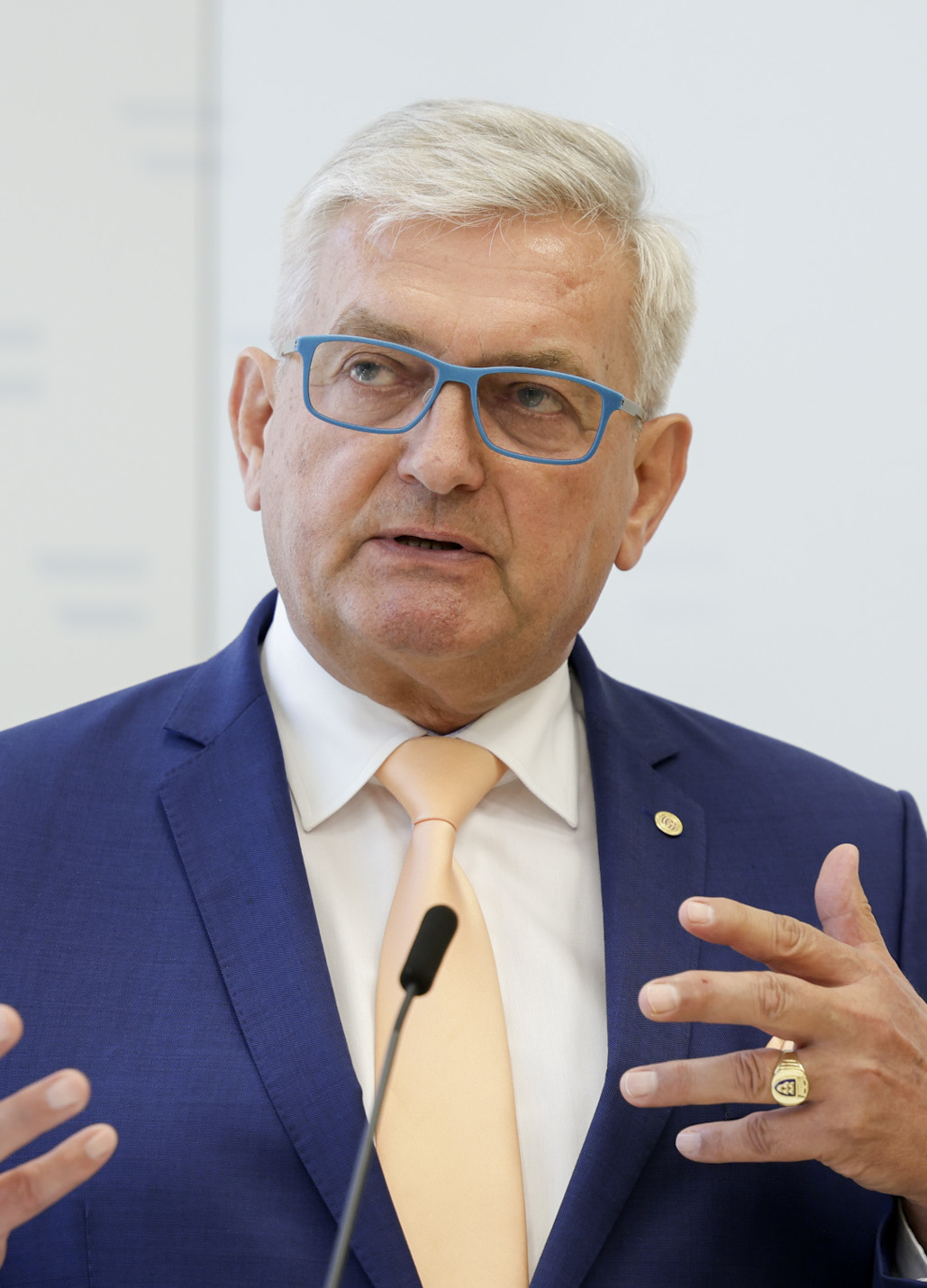
Alfred Riedl (* 1952)

- Riedl, Alois (* 1935), österreichischer Maler
- Riedl, Annerose (* 1949), deutsch-österreichische Bildhauerin
- Riedl, Bruno (1937–2019), österreichischer Orgelbauer
- Riedl, Christine Charlotte (1801–1873), deutsche Kochbuchautorin und Köchin
- Riedl, Christoph (* 1978), österreichischer Journalist und Fernsehmoderator
- Riedl, Daniela (* 1982), österreichische Künstlerin und Musikerin
- Riedl, Doris (* 1963), deutsche Autorin
- Riedl, Erich (1933–2018), deutscher Politiker (CSU), MdB
- Riedl, Florian (* 1974), deutscher Musiker und Komponist
- Riedl, Florian (* 1977), österreichischer Politiker (ÖVP), Landtagsabgeordneter in Tirol
- Riedl, Franz Hieronymus (1906–1994), österreichischer Journalist und Volkstumsforscher
- Riedl, Fritz (1923–2012), österreichischer Künstler und Bildweber
- Riedl, Gerda (* 1961), deutsche Theologin, Hochschullehrerin und Professorin für Dogmatik
- Riedl, Gerlinde (* 1970), österreichische Kulturmanagerin und Museumsleiterin
- Riedl, Gottfried (* 1940), österreichischer Schauspieler, Rezitator und Autor
- Riedl, Günter (1942–2022), deutscher Fußballspieler
- Riedl, Hans (1892–1962), deutscher Manager und Kommunalpolitiker
- Riedl, Hans (* 1911), österreichischer Segler
- Riedl, Hans (1919–2007), österreichischer Militär, Generalleutnant des Österreichischen Bundesheeres
- Riedl, Harald (* 1961), österreichischer Reiter
- Riedl, Helmut (1933–2024), österreichischer Geograph
- Riedl, Isa (* 1974), österreichische Malerin und Grafikerin
- Riedl, Jakob, deutscher Synchronsprecher
- Riedl, Jakob (1791–1840), Tiroler Freiheitskämpfer
- Riedl, Joachim (* 1953), österreichischer Schriftsteller und Publizist
- Riedl, Johann (1808–1876), österreichischer Theologe und Politiker
- Riedl, Johann (1817–1870), Direktor des Salzburg Museums
- Riedl, Johannes (1950–2010), deutscher Fußballspieler
- Riedl, Josef Anton († 2016), deutscher Komponist
- Riedl, Josef Franz (1884–1965), österreichischer Bildhauer und Maler
- Riedl, Karl, deutscher Filmeditor
- Riedl, Karl (1907–1985), deutscher Jurist
- Riedl, Karl von (1862–1919), bayerischer Generalleutnant
- Riedl, Kelle (1927–1993), österreichischer Theaterschauspieler und -regisseur
- Riedl, Lothar J. (* 1964), österreichischer Regisseur, Autor und Fernsehproduzent
- Riedl, Manfred (1924–1999), deutscher Maler
- Riedl, Marco J. (* 1969), deutscher Filmregisseur, Drehbuchautor und Kameramann
- Riedl, Matthias (* 1962), deutscher Arzt für Innere Medizin, für Ernährungsmedizin und DiabetologeMatthias Riedl (* 1962)

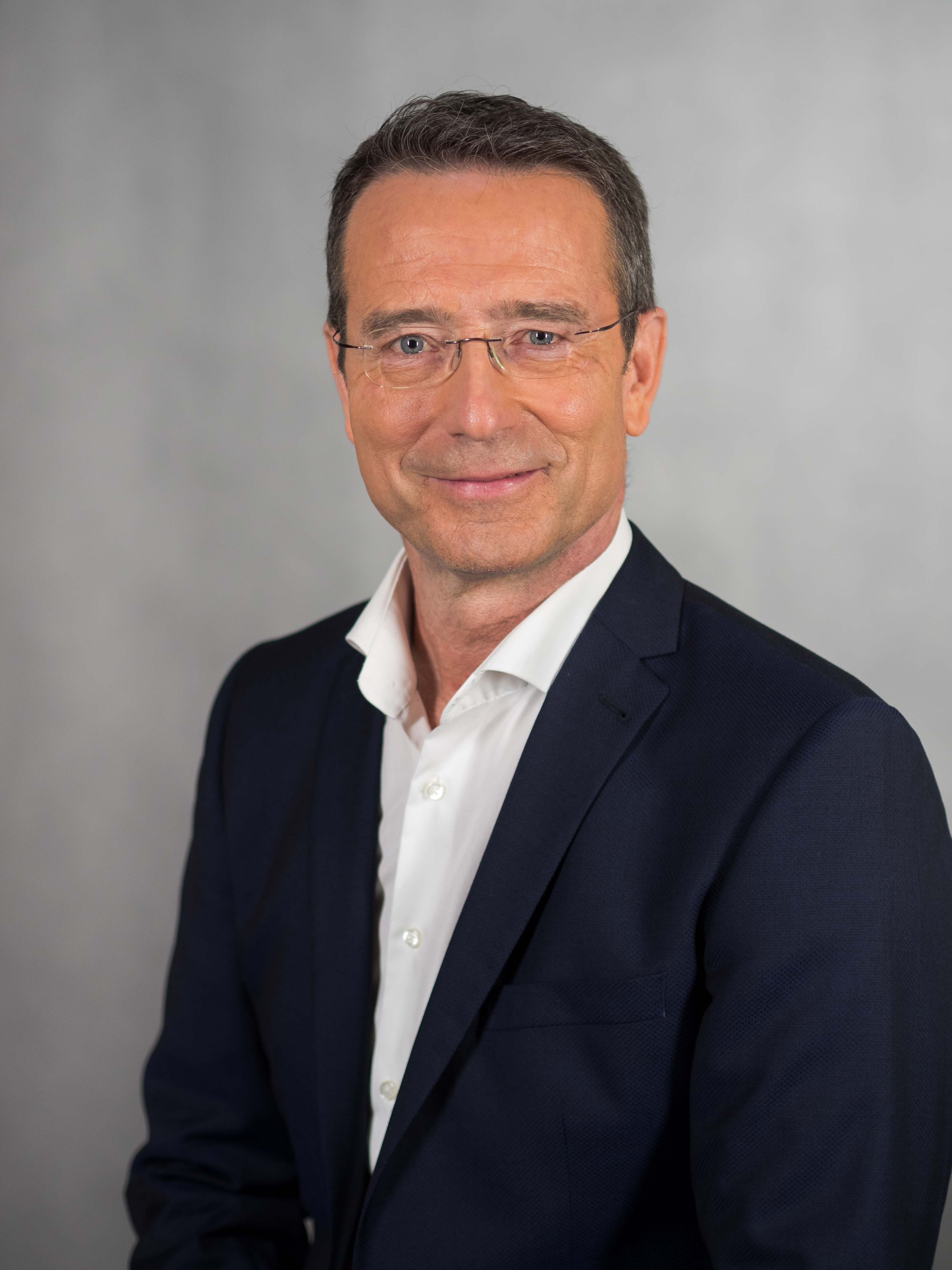
Matthias Riedl (* 1962)

- Riedl, Melanie (* 1974), deutsche Skeletonpilotin
- Riedl, Peter (* 1943), österreichischer Gründer und Herausgeber der buddhistischen Zeitschrift Ursache & Wirkung
- Riedl, Peter (* 1982), österreichischer Fußballspieler und -trainer
- Riedl, Peter Anselm (1930–2016), deutscher Kunsthistoriker und Hochschullehrer
- Riedl, Peter Philipp (* 1965), deutscher Literaturwissenschaftler
- Riedl, Priska (* 1964), österreichische bildende Künstlerin und Hochschullehrerin
- Riedl, Quido (1878–1946), deutschmährischer Forstwissenschaftler und Dendrologe
- Riedl, Rainer (* 1962), österreichischer Vereinsgründer, Obmann und Geschäftsführer von DEBRA Austria
- Riedl, René (* 1977), österreichischer Fußballspieler und Wirtschaftsinformatiker
- Riedl, Richard (1865–1944), österreichischer Wirtschaftspolitiker und Diplomat
- Riedl, Robert (* 1955), deutscher Politiker (Freie Wähler), MdL
- Riedl, Robert (* 1972), österreichischer Schriftsteller und Psychotherapeut
- Riedl, Rudolf (1907–1994), österreichischer Eisschnellläufer
- Riedl, Rupert (1925–2005), österreichischer ZoologeRupert Riedl (1925–2005)

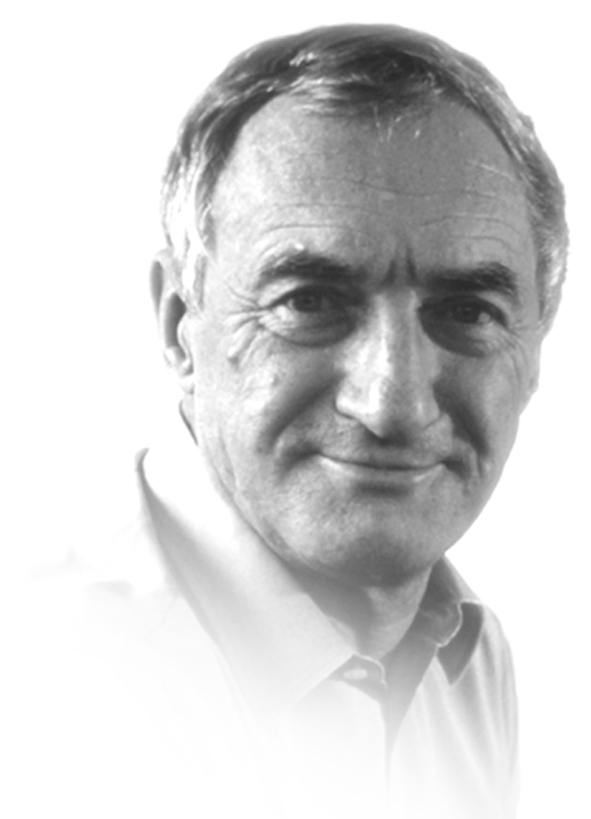
Rupert Riedl (1925–2005)

- Riedl, Simon, deutscher Filmproduzent und Redakteur
- Riedl, Sophia (* 1996), deutsche Musicaldarstellerin und Synchronsprecherin
- Riedl, Stefan, österreichischer Bühnenbildner und Ausstatter des Life Balls
- Riedl, Theresa (* 1965), US-amerikanische Rennrodlerin
- Riedl, Thomas (* 1976), deutscher Fußballspieler
- Riedl, Tina (* 1976), österreichische Badmintonspielerin
- Riedl, Tonio (1906–1995), österreichischer Bühnen-, Film- und Fernsehschauspieler
- Riedl, Walter (1952–2001), österreichischer Steuerberater und Politiker (ÖVP), Abgeordneter zum Nationalrat
- Riedl, Wilhelm (1895–1962), österreichischer Politiker (ÖVP), Mitglied des Bundesrates
- Riedlbauch, Václav (1947–2017), tschechischer Komponist, Musiker, Kulturmanager und Politiker
- Riedlberger, Peter (* 1973), deutscher Altertumswissenschaftler
- Riedle, Alessandro (* 1991), deutscher Fußballspieler
- Riedle, Andrea (* 1972), deutsche Historikerin
- Riedle, Anselm († 1801), deutscher Gärtner
- Riedle, Gabriele (* 1958), deutsche Journalistin und Autorin
- Riedle, Karl-Heinz (* 1965), deutscher FußballspielerKarl-Heinz Riedle (* 1965)

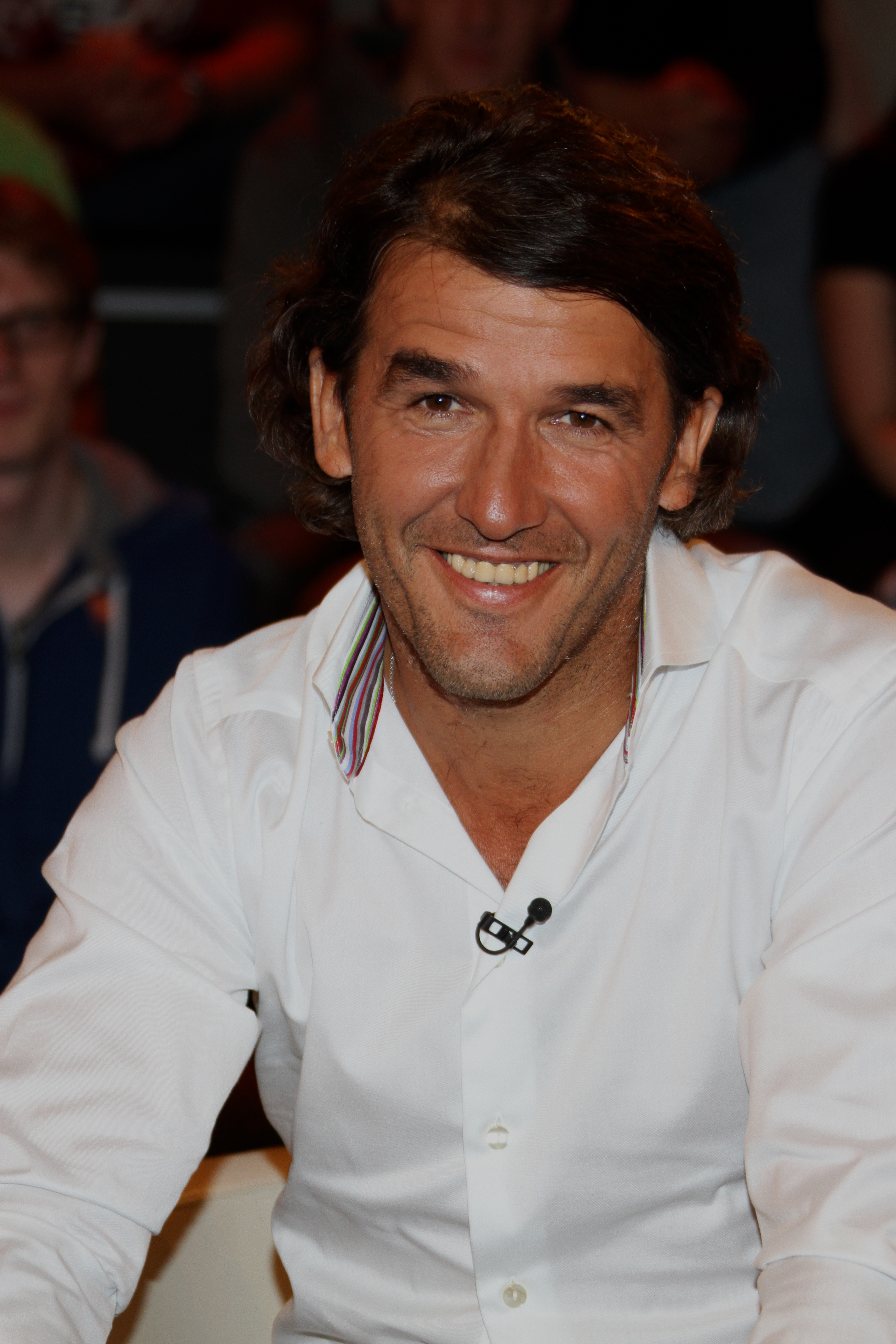
Karl-Heinz Riedle (* 1965)

- Riedle, Kim (* 1982), deutsche Schauspielerin
- Riedler, Alois (1850–1936), österreichischer Maschinenbauingenieur und Konstrukteur
- Riedler, Andreas (* 1964), österreichischer Jurist und Hochschullehrer
- Riedler, Erich (1944–2019), deutscher Diplomat
- Riedler, Julia (* 1990), österreichische Schauspielerin und Hörspielsprecherin
- Riedler, Peter (* 1969), österreichischer Jurist, Rektor der Universität Graz
- Riedler, Willibald (1932–2018), österreichischer Nachrichtentechniker und Weltraumwissenschaftler
- Riedler, Wolfgang (* 1960), österreichischer Politiker (SPÖ), Abgeordneter zum Nationalrat
- Riedlin, Adolf (1892–1969), deutscher Kunstmaler
- Riedlin, Gustav (1861–1949), deutscher Arzt, Pionier des Heilfastens
- Riedlin, Veit (1656–1724), Stadtphysikus in Ulm und Mitglied der Leopoldina
- Riedlinger, Helmut (1923–2007), deutscher katholischer Theologe
- Riedlinger, Martin (1920–2021), österreichischer Publizist
- Riedlinger, Peter († 1635), württembergischer Maler
- Riedlsperger, Erhard (* 1960), österreichischer Drehbuchautor und Regisseur
- Riedlsperger, Ernst (* 1963), österreichischer Skirennläufer
- Riedlsperger, Stefan (* 1971), österreichischer Judoka
- Riedlsperger, Susanna (* 2001), österreichische Politikerin (NEOS)

### Riedm
- Riedmaier, Theresia (* 1952), deutsche Politikerin (SPD), MdL
- Riedmann, Alwin (* 1941), österreichischer Politiker (SPÖ), Landtagsabgeordneter von Vorarlberg
- Riedmann, Florian (* 1998), österreichischer Fußballspieler
- Riedmann, Franz (1882–1929), österreichischer Politiker (SDAP); Landtagsabgeordneter zum Vorarlberger Landtag
- Riedmann, Gerhard (1925–2004), österreichischer Schauspieler
- Riedmann, Gerhard (1933–2003), italienischer Schriftsteller und Dramaturg (Südtirol)
- Riedmann, Gerold (* 1977), österreichischer Journalist und MedienmanagerGerold Riedmann (* 1977)

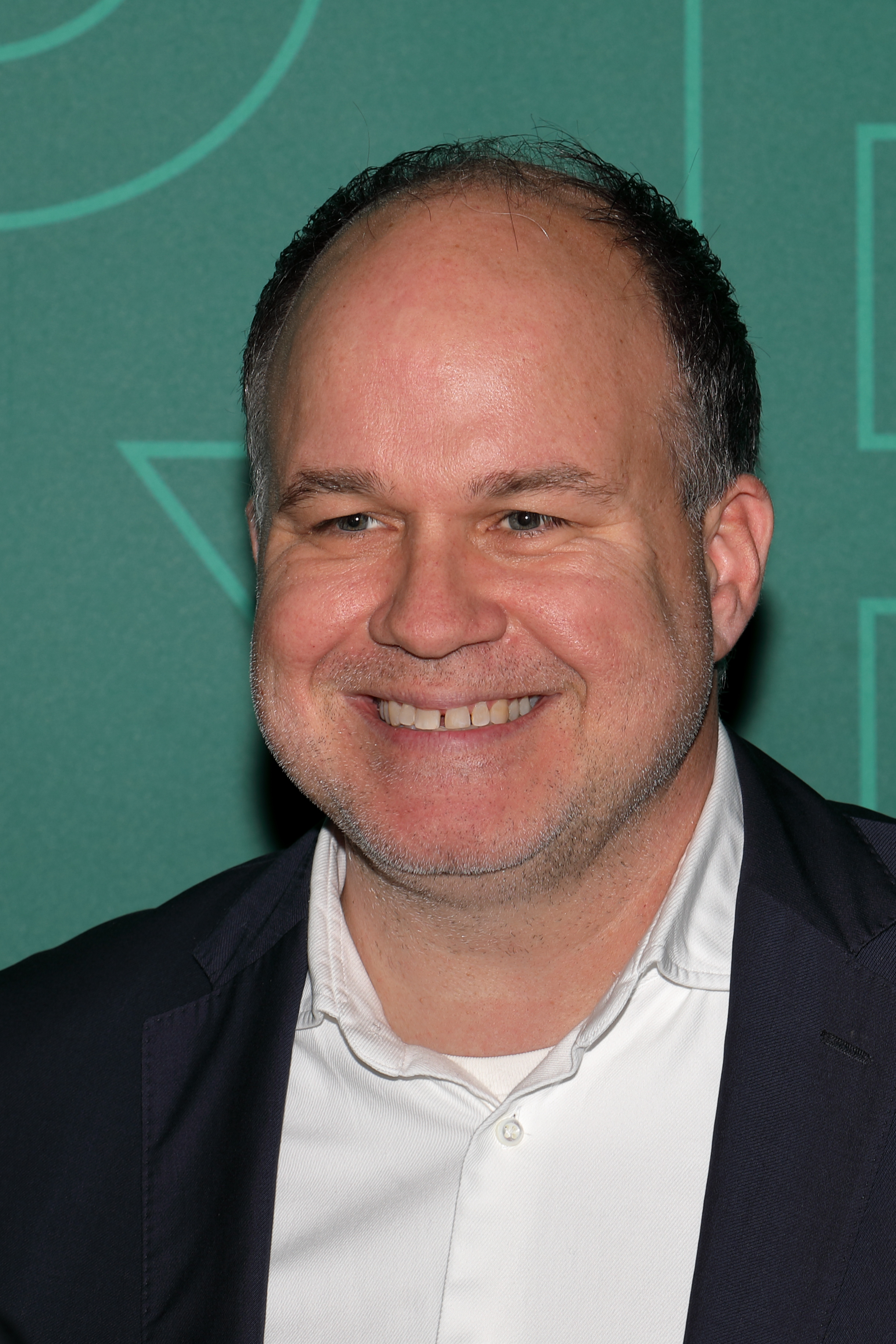
Gerold Riedmann (* 1977)

- Riedmann, Josef (* 1940), österreichischer Historiker
- Riedmann, Kuno (* 1940), österreichischer Unternehmer, Politiker und Präsident der Wirtschaftskammer Vorarlberg
- Riedmann, Linda (* 2003), deutsche RadrennfahrerinLinda Riedmann (* 2003)

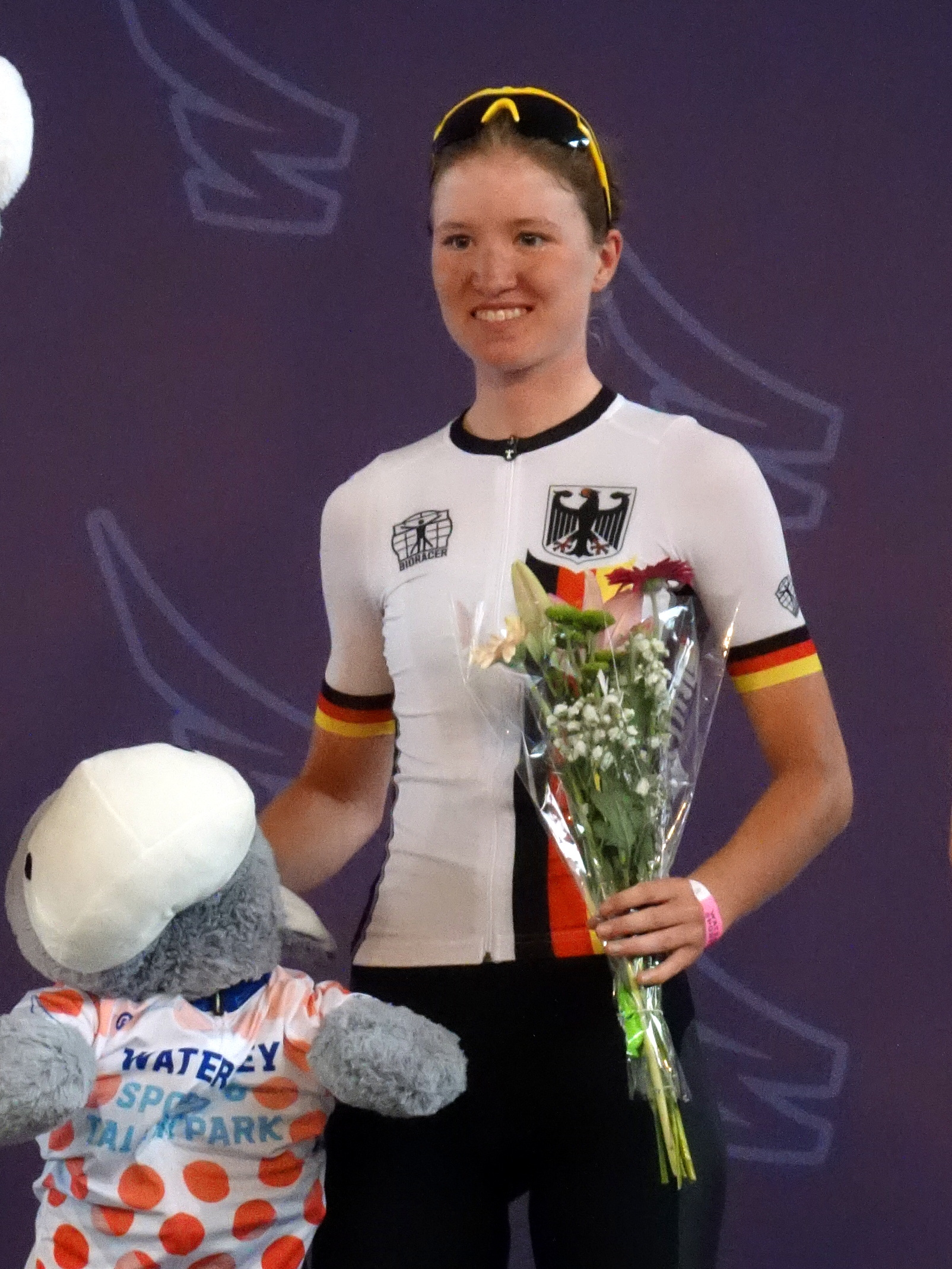
Linda Riedmann (* 2003)

- Riedmatten, Antoine de (1811–1897), Schweizer Politiker
- Riedmatten, Henri de (1919–1979), Schweizer Geistlicher und Diplomat des Heiligen Stuhls
- Riedmeier, Helmut (* 1944), deutscher Bodybuilder
- Riedmiller, Bernhard (1757–1832), Freiheitskämpfer der Napoleonischen Zeit
- Riedmiller, Lorenz (1880–1960), deutscher Politiker (SPD), MdR, MdL
- Riedmiller, Martin (* 1966), deutscher Informatiker
- Riedmüller, Franz Xaver von (1829–1901), deutscher Landschaftsmaler
- Riedmüller, Julius (1888–1962), deutscher Bühnen- und Filmschauspieler
- Riedmüller, Maximilian (* 1988), deutscher Fußballtorhüter
- Riedmüller, Thomas Egger (* 1990), österreichischer Nordischer Kombinierer
- Riedmüller-Seel, Barbara (* 1945), deutsche Soziologin, Hochschullehrerin und Politikerin (SPD), MdA

### Riedn
- Riedner, Mike, deutscher Publizist
- Riedner, Otto (1879–1937), deutscher Archivar
- Riedner, Stefan (* 1980), deutscher Schauspieler
- Riedner, Wilhelm (1877–1954), deutscher Bibliothekar und Historiker

### Riedo
- Riedo, Dominik (* 1974), Schweizer Germanist und Schriftsteller
- Riedo, Hubert, Schweizer Badmintonspieler
- Riedo, Romano (* 1957), Schweizer Fotograf

### Riedr
- Riedrich, Karin (* 1942), deutsche Politikerin (SPD), MdA
- Riedrich, Karl (* 1926), deutscher Fußballspieler
- Riedrich, Otto (1881–1959), deutscher Schriftsteller

### Rieds
- Riedschy, Walter (1925–2011), saarländischer Fußballspieler

### Riedt
- Riedt, Friedrich Wilhelm (1710–1783), deutscher Flötist, Komponist und Musiktheoretiker
- Riedt, Heinz (1919–1997), deutscher Italianist, Partisan und Übersetzer
- Riedt, Kirsten (* 1964), deutsche Schriftstellerin
- Riedtmann, Christine (* 1952), Schweizer Mathematikerin

### Riedw
- Riedweg, Christoph (* 1957), Schweizer Altphilologe (Gräzist)Christoph Riedweg (* 1957)

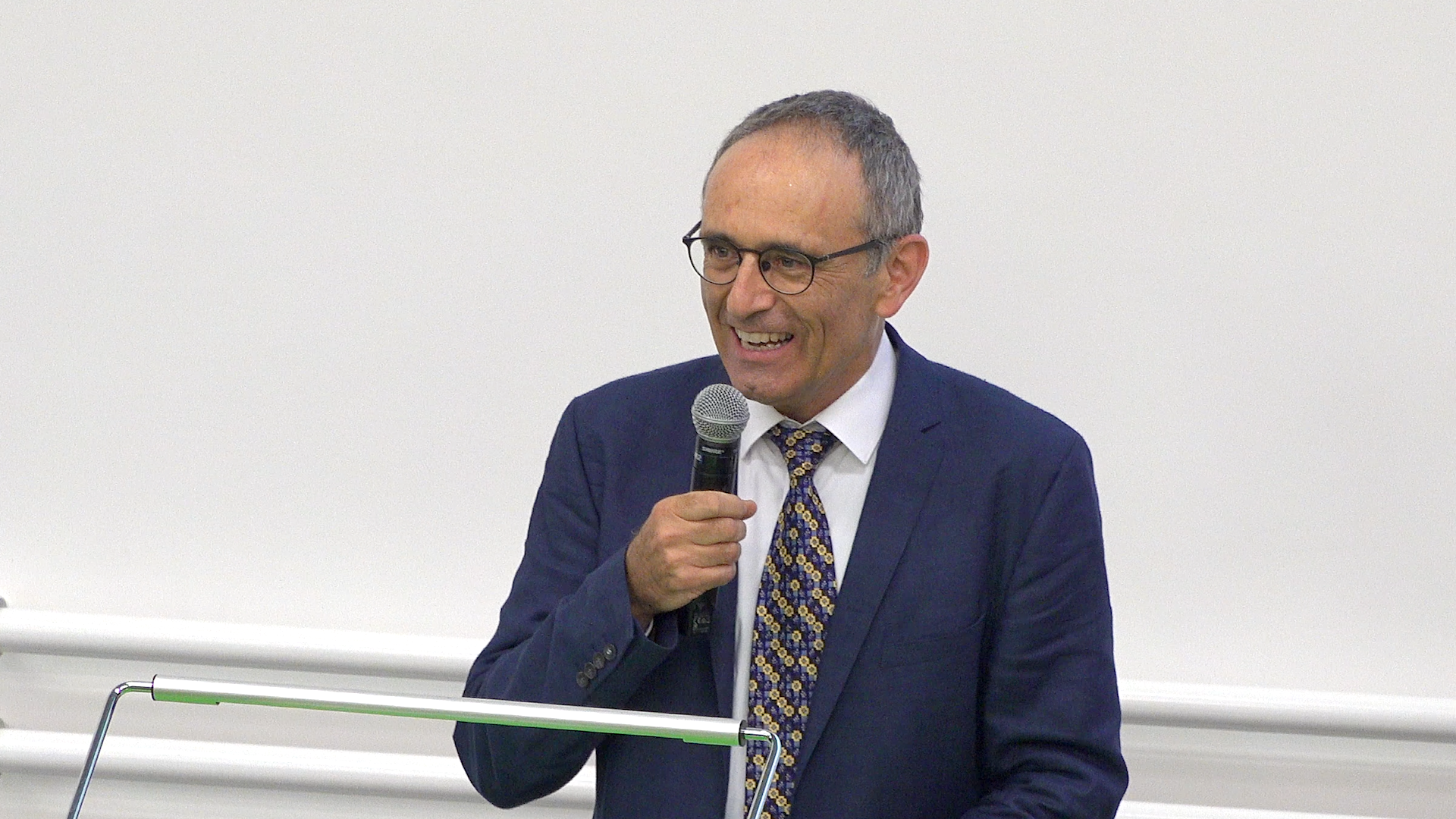
Christoph Riedweg (* 1957)

- Riedweg, Franz (1907–2005), Schweizer Arzt, SS-Obersturmbannführer